# Нижній Новгород
Ни́жній Но́вгород (рос. Ни́жний Но́вгород, тат. Түбәншәһәр, Tübänşähär, чув. Чулхула, лукомар. Угарман, ерз. Алоош), з 7 жовтня 1932 до 22 жовтня 1990 року — Горький (рос. Горький) — місто в Росії, адміністративний центр Нижньогородської області та столиця Приволзького федерального округу Російської Федерації.
Розташоване в центрі Східно-Європейської рівнини на місці злиття Оки і Волги. Ока ділить місто на дві частини: Нагірну — Верхню, на Дятлових горах і Зарічну — Нижню, на її лівому низинному березі.
Нижній Новгород — важливий економічний, промисловий і культурний центр Росії, найбільший транспортний вузол і урядовий центр усього Приволзького федерального округу. Через нього прямує декілька автомобільних трас і залізниць. У Російській імперії виконував функцію головного торгового міста. За часів СРСР місто стало основним індустріальним центром. У ньому був побудований автозавод-гігант — ГАЗ і перенесено велику кількість заводів з інших міст. У роки Другої світової війни місто було одним з основних постачальників військової техніки, тому місто було сильно зруйновано бомбардуваннями Люфтваффе.
Кремль є головним центром міста. У ньому зосереджені центральні міські та обласні органи влади, а так само основні урядові установи всього Приволзького федерального округу. У Кремлі працює посольство Республіки Білорусь.
Він є одним з головних напрямків річкового туризму в Росії. Історична частина міста багата визначними пам'ятками і є популярним туристичним центром. Місто обслуговує 1 аеропорт, 1 залізничний вокзал та 1 річковий порт. З 1985 року в місті працює метрополітен.

## Історія

### Виникнення міста і князівство Нижньогородське

Герб Нижньогородського князівства

Починаючи з IX століття відбулася руська військово-церковна експансія на землі за течією верхньої Волги, де мешкали фінно-угорські народи. До кінця XI століття Русі належала вся Верхня Волга, майже до гирла Оки. Трохи нижче починалися межі Волзької Булгарії, а правий берег Волги аж до гирла Сури був заселений ерзянами. При цьому «останнім» містом зі слов'янською назвою на Волзі до 1221 був Городець.
У 1221 князем Юрієм Всеволодовичем у місці злиття Волги і Оки був заснований опорний пункт оборони кордонів Володимирського князівства від мокшан, ерзян, марійців і волзьких булгар під назвою Новгород Низовської землі. Низовською землею Володимирське князівство називали новгородці, пізніше ця назва трансформувалась у Нижній Новгород, а в імператорському титулі зберігалося до 1917.
У період феодальної роздробленості Нижній Новгород був поперемінно у складі Суздальського і Володимирського князівств. У 1350 році місто стало столицею створеного у 1341 у самостійного Нижньогородсько-Суздальського великого князівства, яке займало велику територію і змагалося з Москвою. У цей період нижньогородські землі стали активно заселятися.

### Повітове місто Московського царства

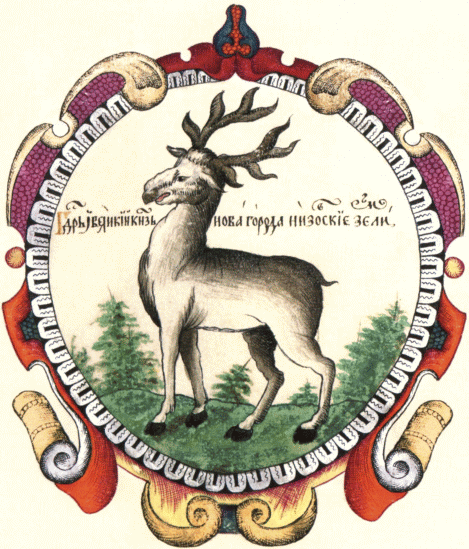
Нижньогородська печатка 1626 рік

У 1392 (але остаточно лише в 1425 році, за Василя II), у ході росту земель Московського князівства, Нижньогородсько-Суздальське велике князівство було загарбано Москвою, а Нижній Новгород став центром повіту.
За часів Івана III та Василя III місто відігравало роль сторожового поста, воно мало постійне військо і було місцем збору ратників, під час походів на Казанське ханство. В 1500–1511 рр. замість існуючого дерев'яного побудований кам'яний кремль. Після походу Василя III на Казань, в 1523 році, на річці Сурі було засновано місто Василь (нині Васильсурськ), до якого перейшли прикордонні обов'язки, а з підкоренням Казані і Астрахані Іваном IV кордони на Волзі зникли зовсім.
У Смутний час Нижній Новгород, поряд із Троїце-Сергієвою лаврою, продовжував надавати підтримку Москві. Вирішальну роль у звільненні від польсько-литовських інтервентів відіграло Нижньогородське ополчення 1612 року під проводом нижньогородського земського старости Кузьми Мініна і князя Дмитра Пожарського.
У XVII столітті церковний розкол, що стався в православній церкві за патріарха Никона (який був родом із нижньогородського села) привів до того, що в околицях Нижнього Новгорода, а особливо на річці Керженці, утворилися численні поселення старообрядців. Для викорінення розколу в Нижньому в 1672 році була заснована Нижньогородська і Алатирська єпархія на чолі якої до 1719 року перебував митрополит.

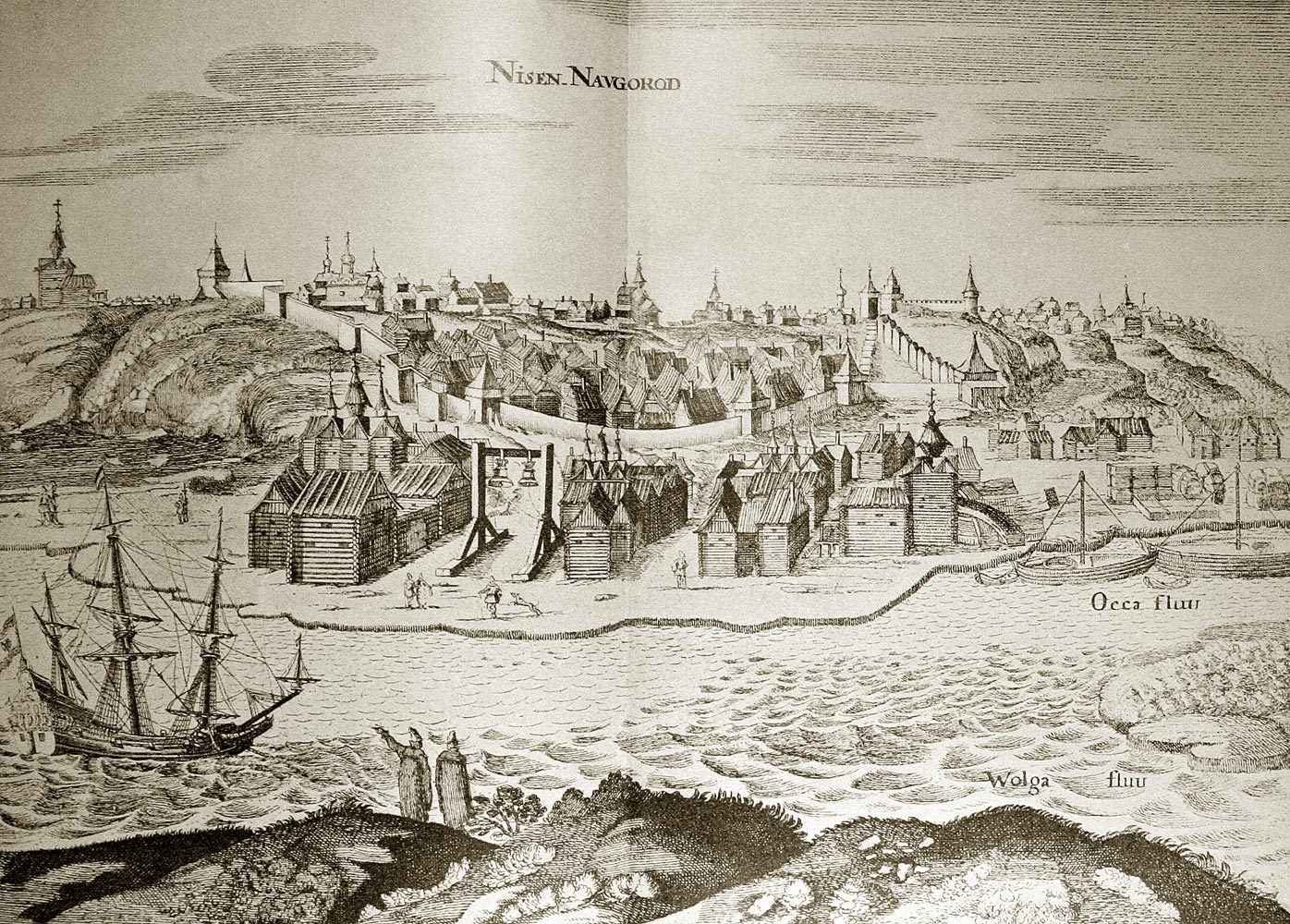
Нижній Новгород в першій половині XVII століття (з книги Адама Олеаріуса «Опис подорожі до Московії» (1656 рік)
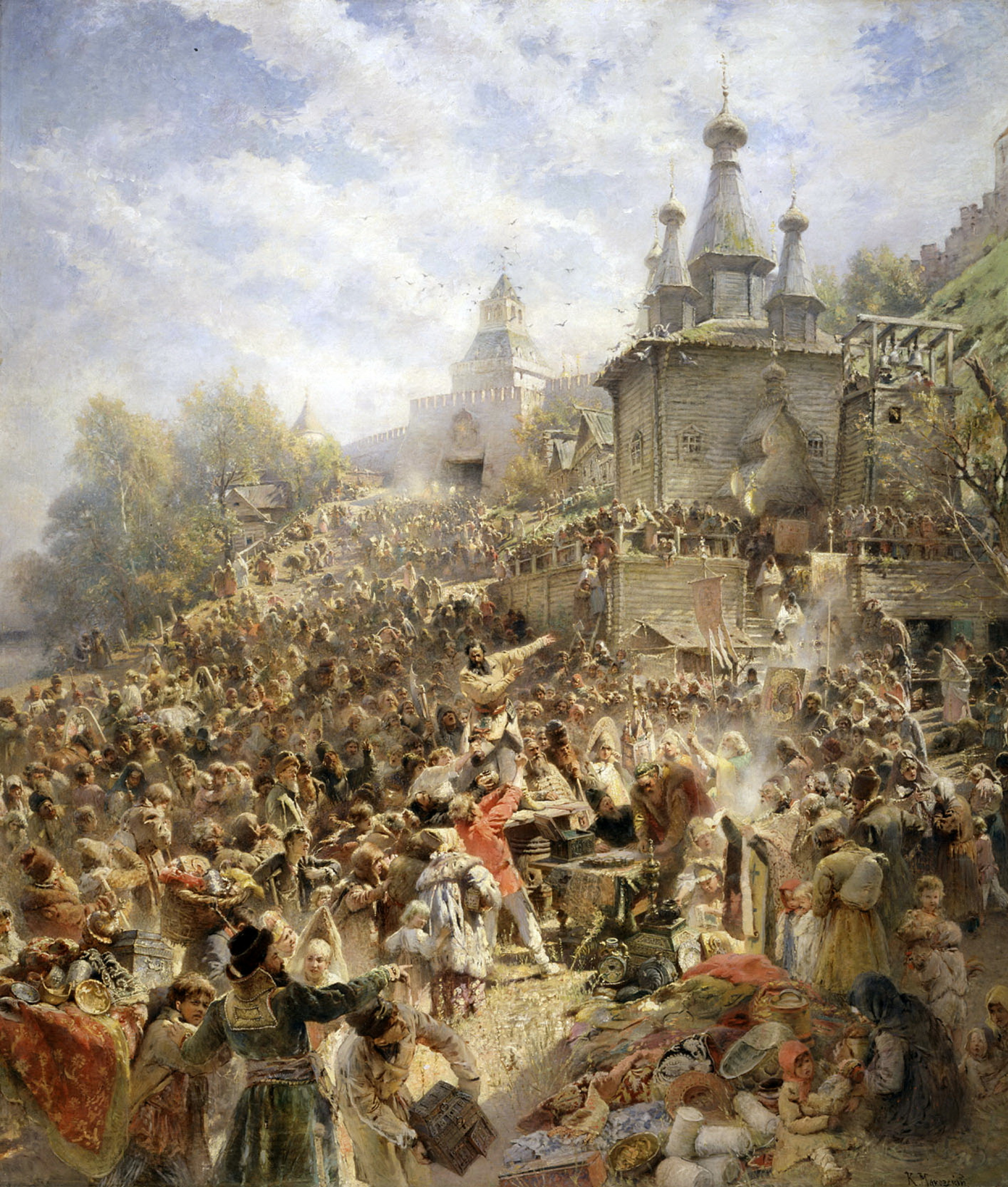
Відозва Мініна до нижньогородців
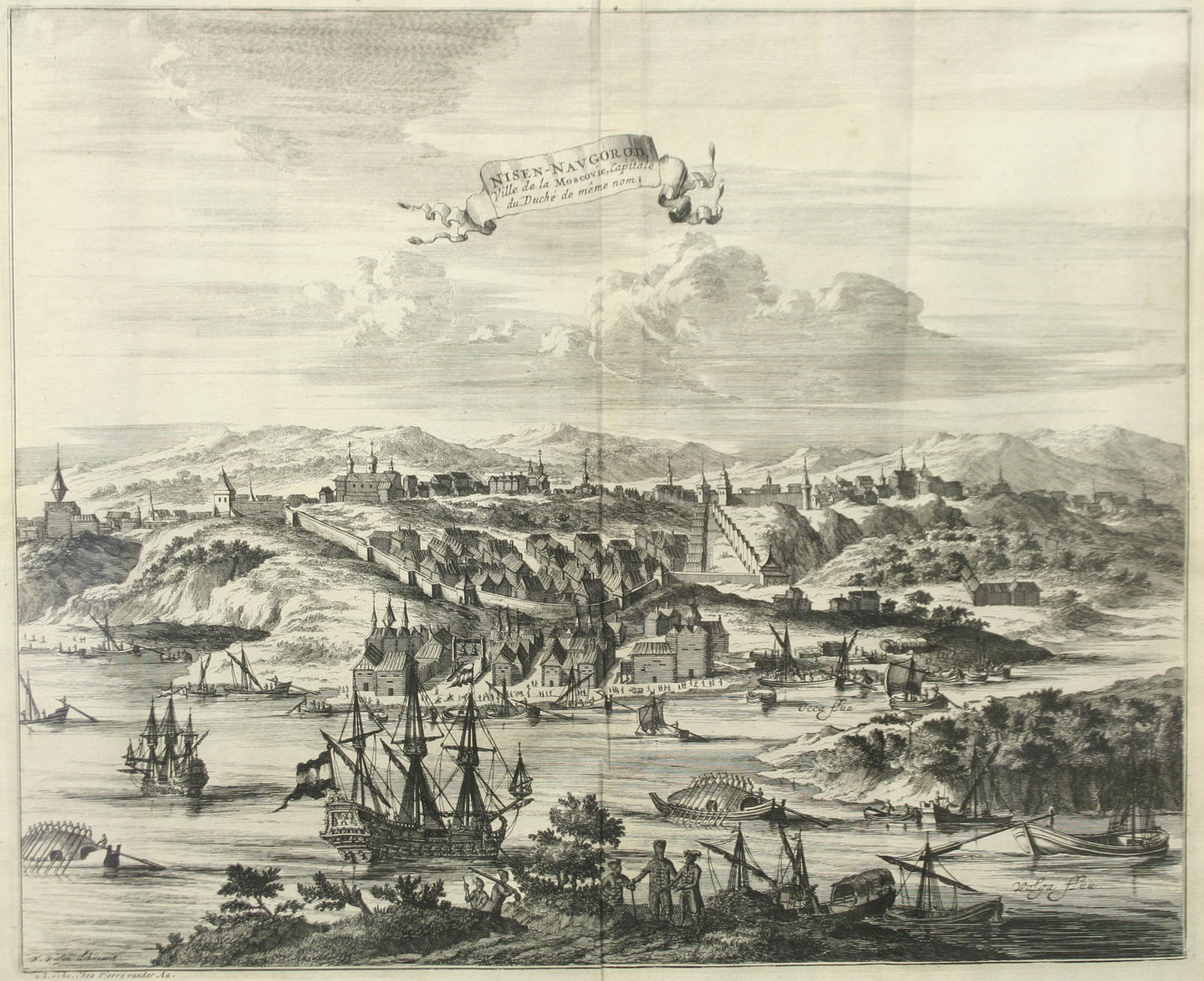
Нижній Новгород на гравюрі П'єра ван дер Аа (1727 рік)

### Губернське місто Російської імперії

Герб Нижнього Новгорода редакції Бориса Кене

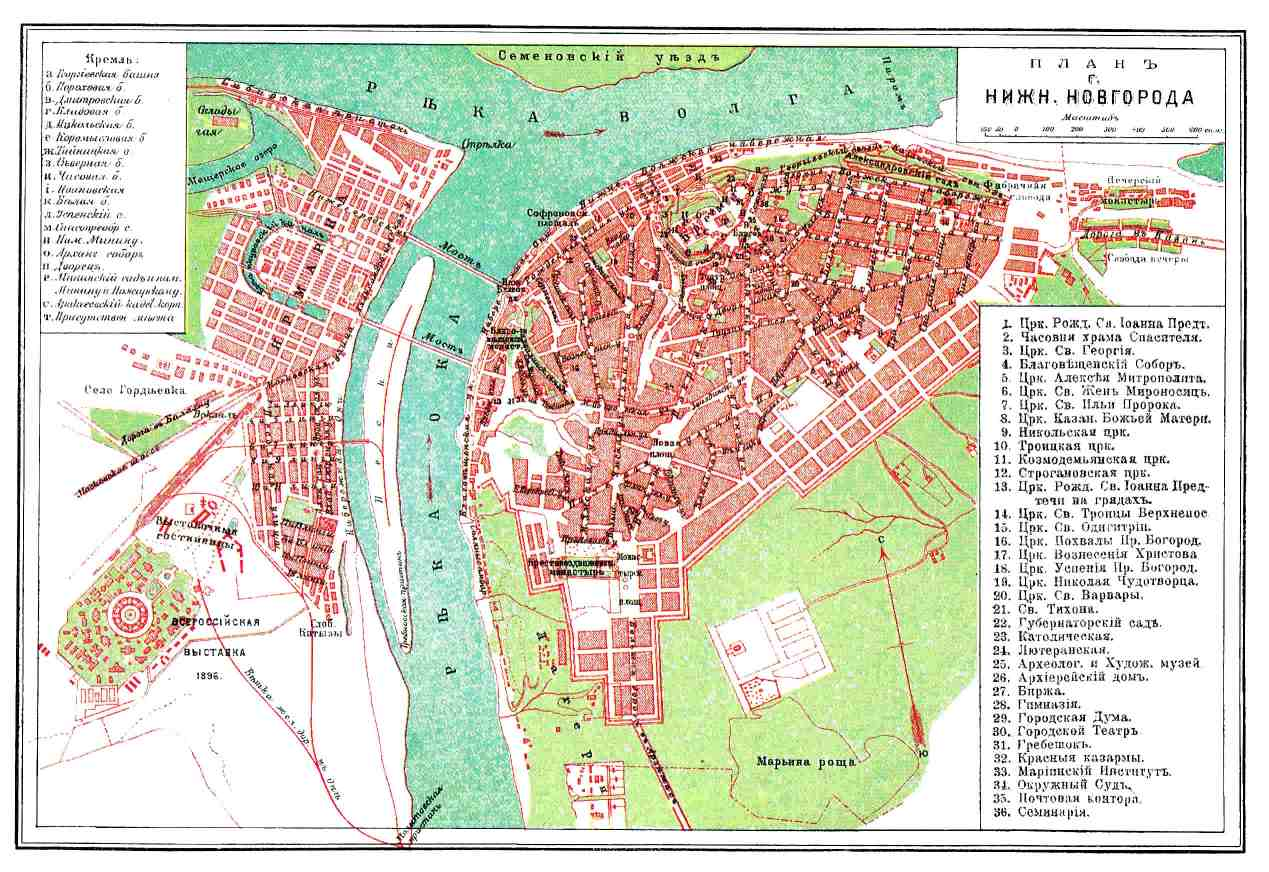
Нижній Новгород (правий берег Оки) і селище Канавіно (лівий берег) в кінці XIX століття

В результаті адміністративно-територіальних реформ Петра I Нижній Новгород з 1714 року став губернським містом. У 1720-ті роки в місті відкриваються букварний, Слов'яно-Російська і Елліно-Грецька школи, а в 1737 році починає працювати Нижньогородська семінарія.
Після відвідин Нижнього Катерина II в 1767 році розробляє перший план забудови міста, з'являються різні установи соціально-культурного профілю: перша «градська» лікарня і перша аптека (1780 рік), перша в Поволжі губернська друкарня (1791 рік), перший загальнодоступний Миколаївський міський театр із трупою кріпаків акторів (1798 рік).
В 1817 році з міста Макар'єва на лівий берег Оки був перенесений найбільший в Росії ярмарок, завдяки якому почався швидкий економічний розвиток міста й прилеглих до нього поселень. Облаштування ярмаркового містечка на низькому піщаному березі Оки стало видатним містобудівним проєктом, створеним під керівництвом О. Бетанкура: був виритий штучний канал, створена каналізаційна система. Комплекс Нижньогородського ярмарку мав у своєму складі Головний ярмарковий будинок, православні Староярмарочний (арх. О. Монферран) і Новоярмарочний собори, сунітську мечеть, вірменську церкву, Великий Ярмарковий театр, цирк. Завдяки ярмарку Нижній Новгород отримав прізвисько «Карман Росії».
У 1834—1841 рр. в Нижньому були проведені містобудівні перетворення, досі визначають вигляд та інфраструктуру історичного центру: було прокладено кілька з'їздів, що з'єднують Нижній і Верхній посади (з них один — Зеленський, виритий в схилі Кремлівської гори). Влаштовані нижня Сафроновська і верхня Георгіївська набережні. Із землі, зібраної при спорудженні Зеленського з'їзду, насипана Ликова дамба на місці старовинного дерев'яного моста через Почайну. З Кремля була остаточно винесена приватна житлова забудова. На кремлівської території стали розміщуватися різні органи місцевої та губернської влади.
У середині XIX століття з'явилися великі промислові підприємства в довколишніх селах: Нижньогородський механічний завод у Сормові і металевий завод у Канавіні. В 1861 році сюди була проведена одна з перших в країні Московсько-Нижньогородська залізниця. В 1880 році була заснована Нижньогородська товарна біржа.
В 1896 році в Канавіні пройшла найбільша у дореволюційній Росії Всеросійська художньо-промислова виставка, з нагоди якої в місті були проведені масштабні роботи з благоустрою: організовано рух електричного трамвая (першого в Росії в сучасних межах), побудовані фунікулери з Нижнього на Верхній посад (по-нижньогородськи звані елеваторами), нова будівля міського Миколаївського театру.

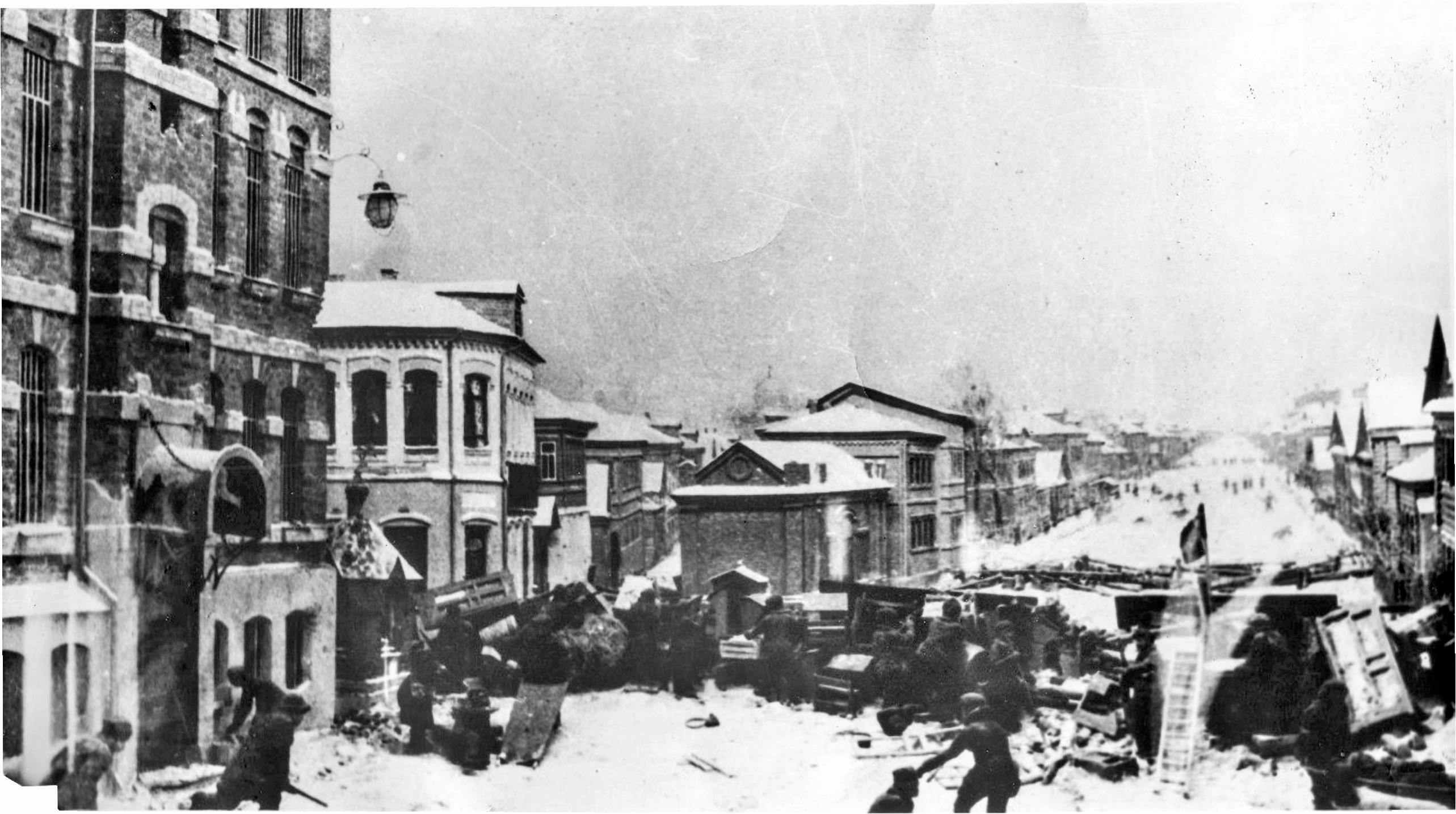
Барикади у Сормові під час Революції 1905 року

У грудні 1905 року у Сормові та Канавіні відбулося повстання робітників Сормовського заводу.
Під час Першої світової війни Нижній Новгород наповнився біженцями із заходу імперії. Завдяки губернатору А. Ф. Гирсу в 1915 році під Нижнім Новгородом будується телефонний завод «Сіменс і Гальске», в 1916 році у тут відкривається Нижньогородський народний університет і евакуюється Варшавський політехнічний інститут (що став базою майбутнього Горьківського політехнічного інституту). У місто евакуюють підприємства, установи та оборонні заводи (у тому числі ризькі заводи «Фельзер» і «Етна»). Війна перешкодила здійсненню багатьох інфраструктурних і містобудівних проєктів в Нижньому: не був побудований запланований розвідний міст через Оку, католицький собор у неоготичному стилі, комплекс будівель Політехнічного інституту.
На початку квітня 1917 був створений Нижньогородський губернський виконавчий комітет Тимчасового уряду. Також у середині березня був сформований губернська рада селянських депутатів, настав період двовладдя.

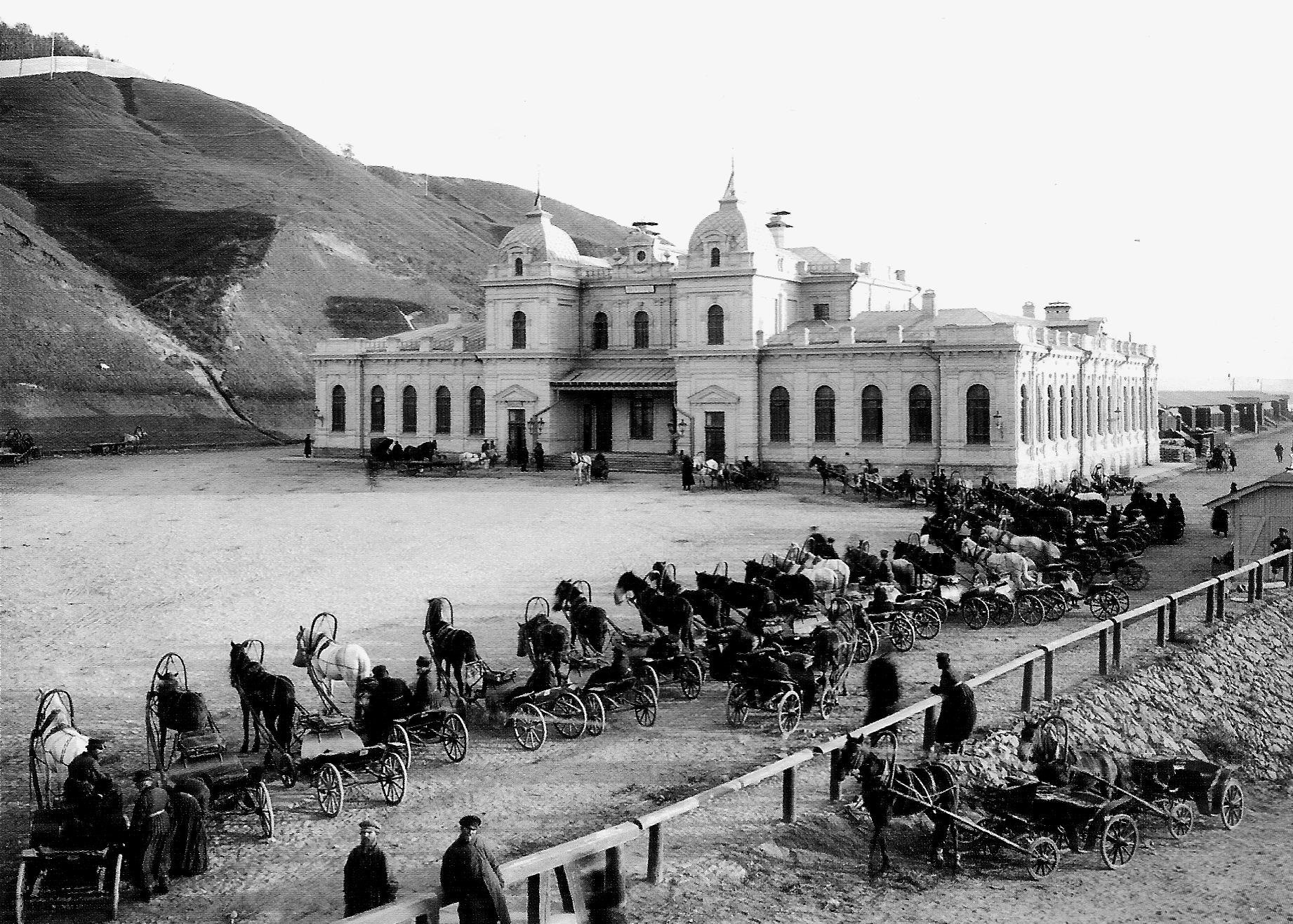
Казанський вокзал
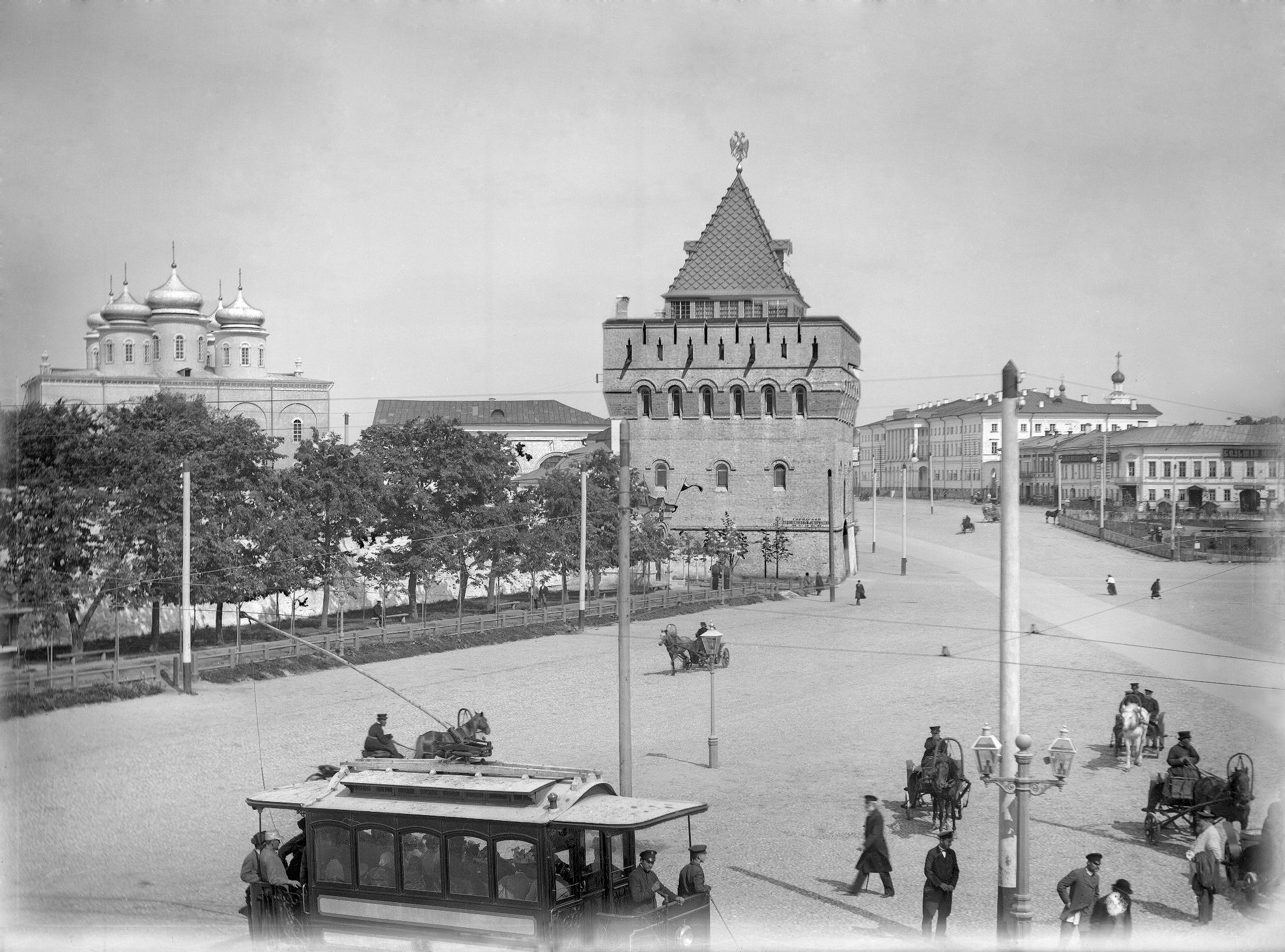
Благовіщенська площа
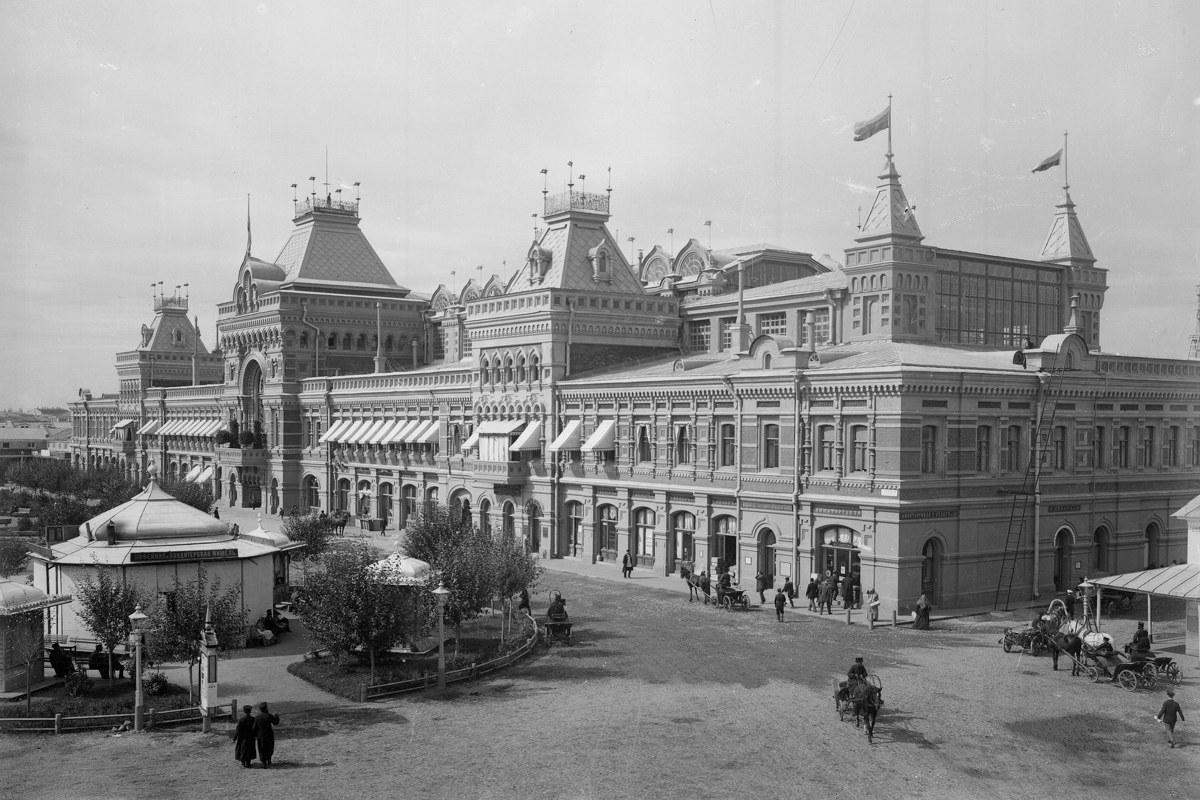
Всеросійська виставка на ярмарці
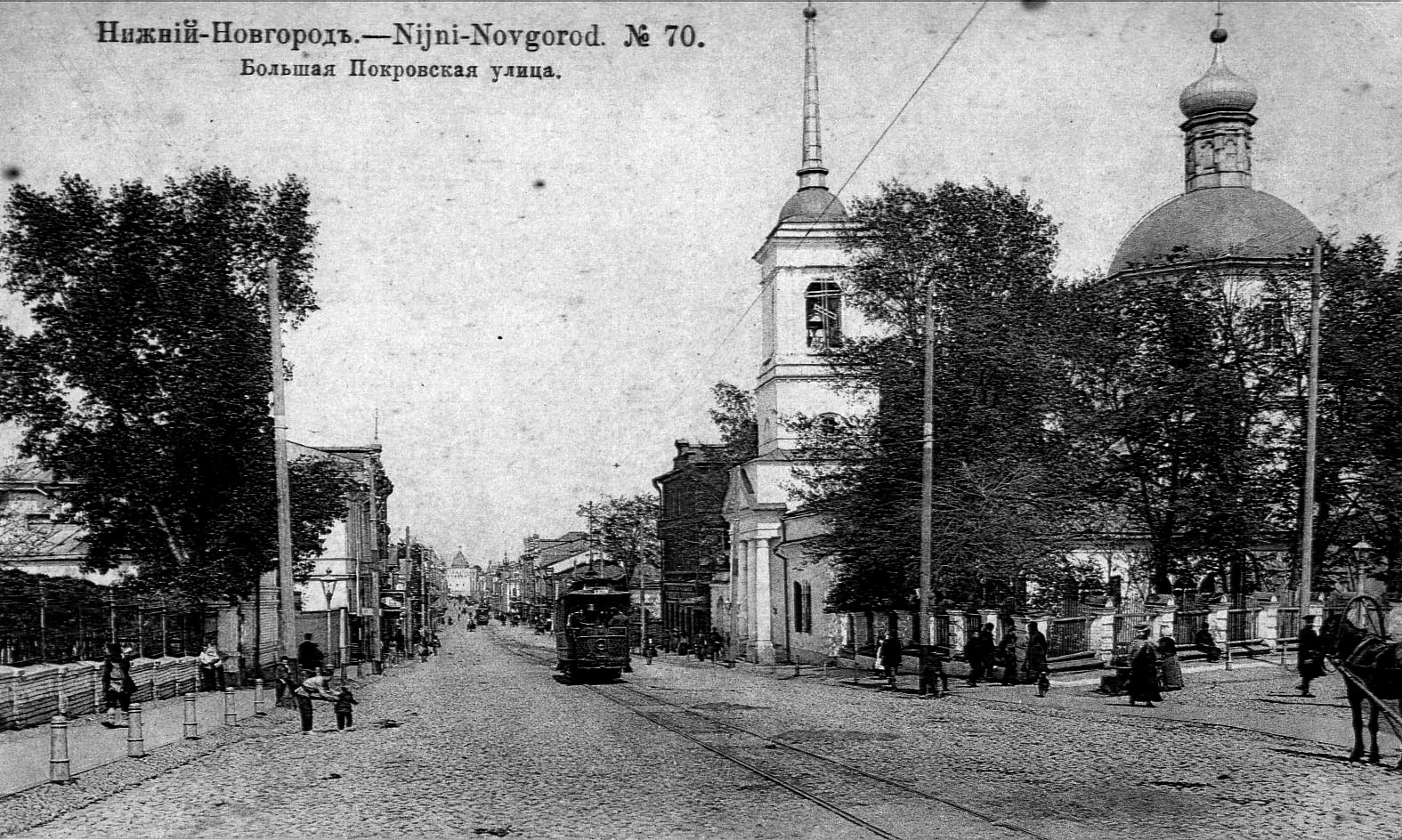
Вулиця Велика Покровська

### Радянський період

Одна з емблем Горького в радянський період

Восени 1917 році в місті була встановлена радянська влада. Тоді його потрясала смута, громадянська і Перша світова війни. З 1921 по 1922 роки в місті пройшов страшний голод, викликаний неврожаєм. В 1929 у в місті був утворений Нижегородський крайовий комітет ВКП (б). У період НЕП а ненадовго відродився Нижньогородський ярмарок. Однак, з початком індустріалізації в 1930 році, ярмарок було закрито, як «соціально-вороже явище».
В 1929 році поселення Сормово і Канавіно були скасовані, їх територія разом з іншими поселеннями (селами Гордіївка, Карпівка, Високово, селами Високово, Копосова, лагодження, Бурнаковкою, Княжіхою, Ратманіхою, Костаріхою, Молитвочка, Борзовка, Монастирку та ін.) була включена до складу великого Нижнього Новгорода, який з тих пір став ділитися на райони. Цього ж року Нижньогородська губернія був знову закритий і Нижній Новгород став центром краю. 7 жовтня 1932 року місто було перейменовано в Горький.
Тридцяті роки XX століття — час бурхливого зростання промисловості в Горькому. В 1932 році почало працювати найбільше промислове підприємство міста — Горьківський автомобільний завод, побудований за участі Ford Motor Co. У 1930—1940-ві роки місто навіть згадувалося як «Російський Детройт». Автозавод був важливим об'єктом оборонної промисловості в роки Другої Світової війни, поряд із заводом «Червоне Сормово», авіаційним заводом № 21, Горьківским жиркомбінат і евакуйованим сюди з Москви авіазаводом «Гідромаш». За радянських часів промисловість активно розвивається, а межі міста розширюються уздовж річок.

#### Друга світова війна
У Другу світову війну звання гвардійської отримує 137-а дивізія Горьківського формування, а промислові підприємства стають важливими постачальниками для фронту: тільки на Горьківському машинобудівному заводі випущено стільки ж артилерійських установок, скільки на всіх підприємствах Німеччини.
Горький піддавався масованим бомбардуванням з боку німецької авіації. За час війни ворожі бомбардувальники зробили 43 нальоту на Горький, з них 26 нальотів вночі. Їх метою було повне знищення оборонної промисловості міста та повного переходу його під контроль Німеччини. Сам місто ставало центром Генерального округу Нижній Новгород і вже було нанесене на німецьку мапу в складі Райхскомісаріату Московія.
Горький бомбили протягом трьох років з 1941 по 1943 роки, у різні пори року. Кілька разів німцям вдалося майже повністю знищити Горьківський автомобільний завод та інші підприємства міста. Місто сильно постраждало від масування авіаударів і тривалий час відновлювалося.

#### Після війни
У радянський час транспортна мережа та інфраструктура будувалася без урахування можливості грамотного управління містом, що послужило основою сучасних транспортних та інфраструктурних проблем. Спальні квартали будувалися в Зарічній (нижній) частини міста, поблизу заводів, на яких в основному працювали їхні мешканці. Тоді не передбачалося щоденне переміщення працюючого населення в інші райони або на інший берег Оки. Горький 1930—1950 рр. представляв собою безпосередньо місто і кілька заводів з робочими селищами і селами навколо них, розділених між собою пустирями, які, до кінця XX століття, були вже забудовані багатоповерховими житловими кварталами. На рубежі XX—XXI століть проявилися недоліки такої схеми: значна кількість населення житлових мікрорайонів Зарічної частини стало працювати і вчитися в Нагорної (верхньої) частини і навпаки. В результаті чого чотири мости через Оку, три з яких побудовані в радянський період, досі залишаються вузькими місцями транспортної системи міста.
Через перебування в Горькому воєнних заводів, з 4 серпня 1959 року згідно з постановою Уряду Міністрів СРСР він став закритим містом для іноземців. Це згодом зумовило низький приплив у місто туристів і слабкий розвиток Горьківського аеропорту. Круїзні теплоходи по Волзі з іноземними туристами на борту проходили Горький вночі, без висадки на берег. У 1970 році Указом Президії Верховної Ради СРСР місто Горький було нагороджене орденом Леніна
20 листопада 1985 року в місті запустили першу чергу метрополітену від станції Московська до станції Пролетарська.

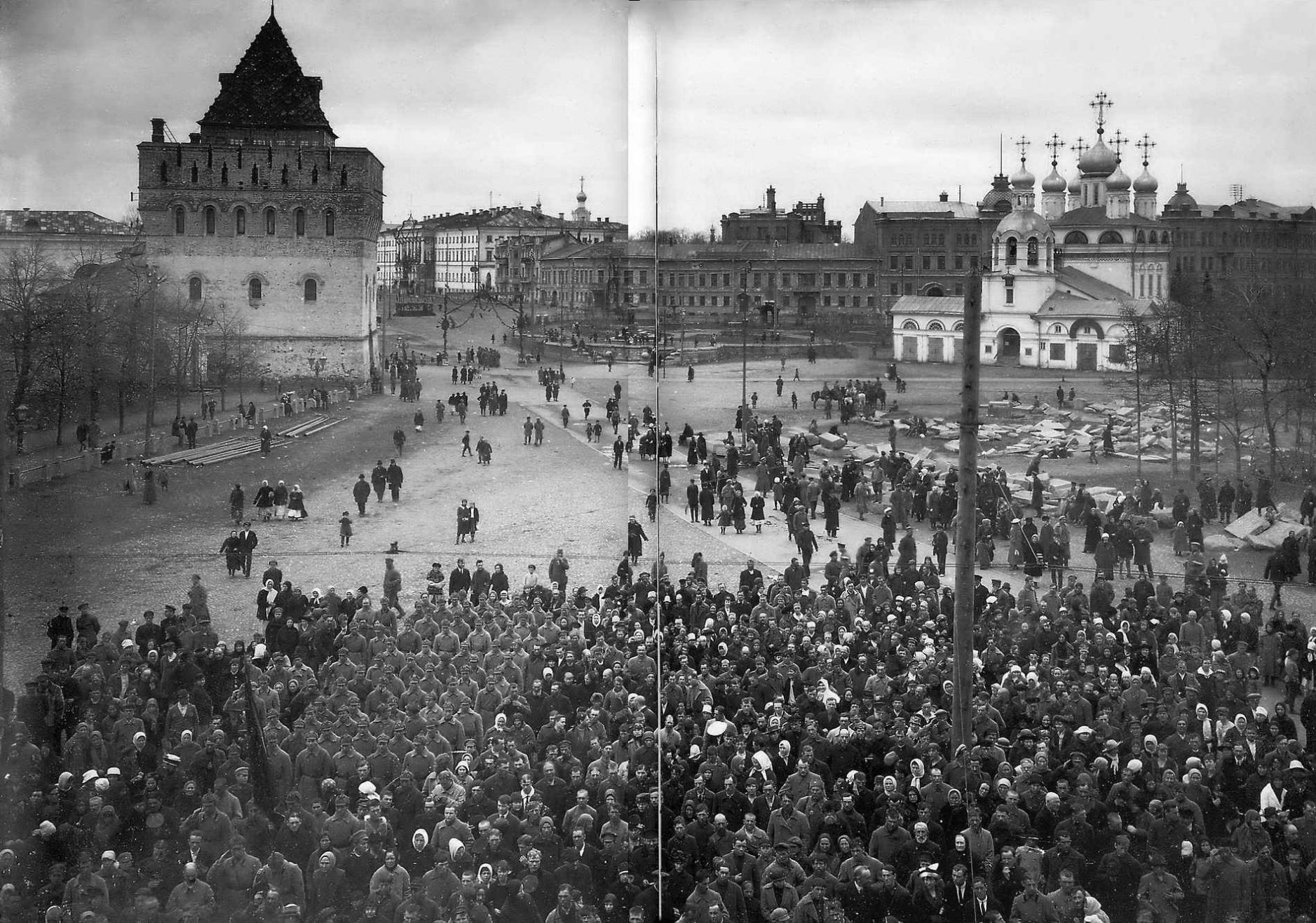
Мітинг на Благовіщенської площі (1920 рік)
Військовий парад на Радянської площі перед відправкою на фронт (листопад 1941 року)
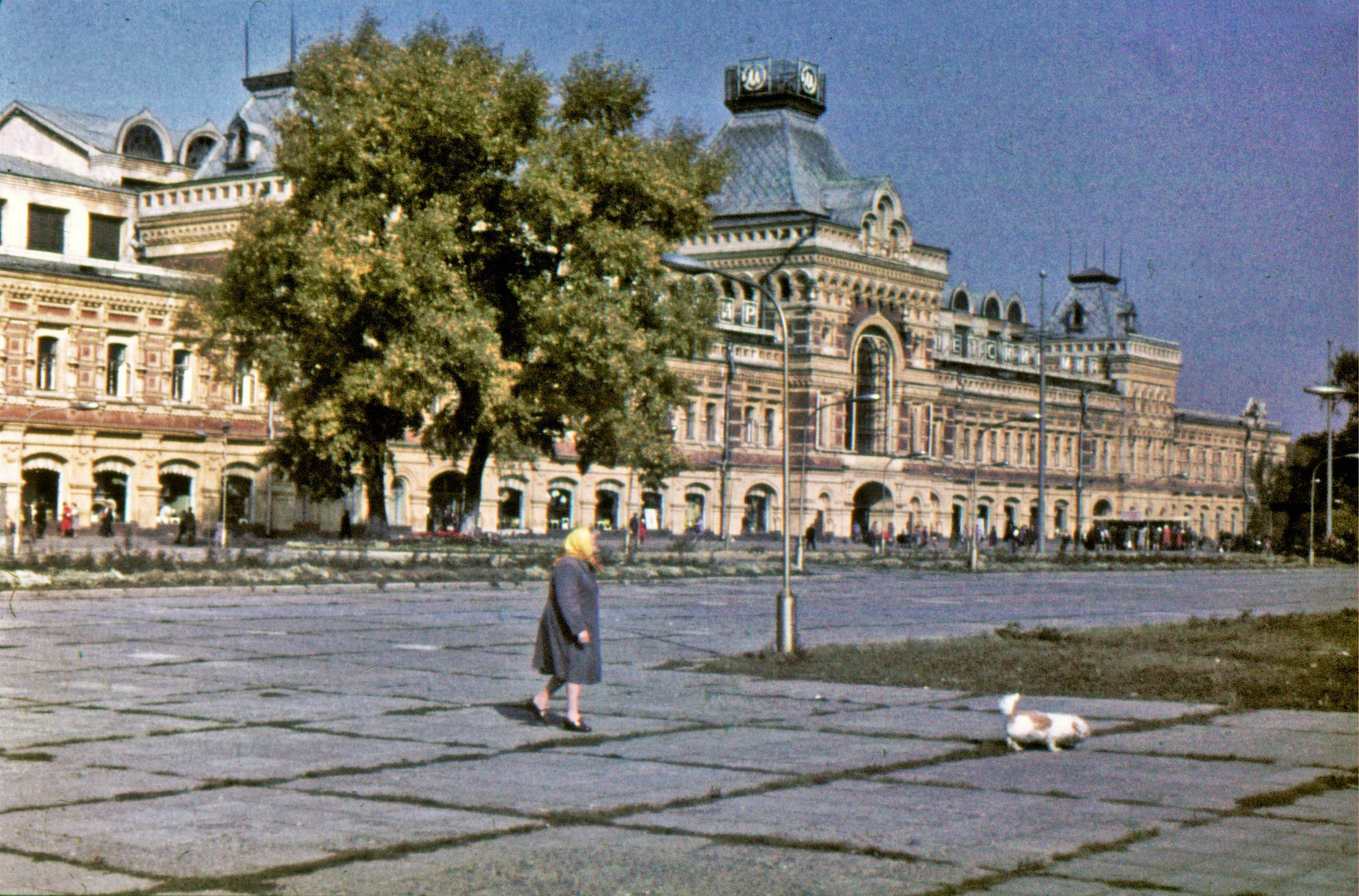
Магазин «Дитячий світ» (1982 рік)
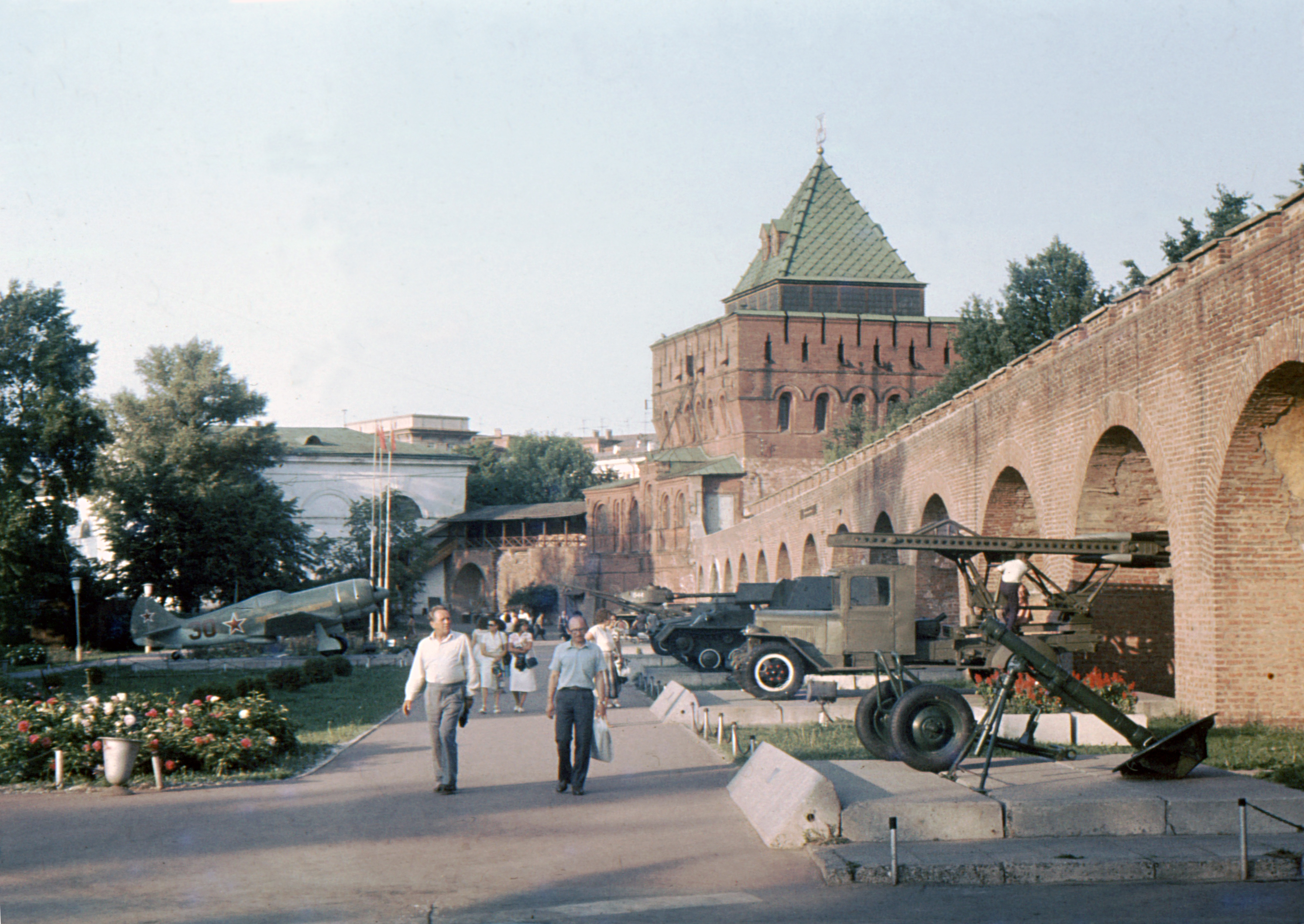
Меморіал «Горьковчане — фронту» в Кремлі

### Сучасний етап
22 жовтня 1990 року місту було повернуто найменування Нижній Новгород. А 6 вересня 1991 року він був знову відкритий для відвідування іноземними громадянами.
З 1990-х років місто стало місцем проведення міжнародних спеціалізованих форумів та виставок на відродженому Нижньогородському ярмарку.
В 2000 році, з утворенням Приволзького федерального округу місто стало його столицею.
Діловий центр міста складається в його історичній частині, незважаючи на те що вузькі вулиці стають перешкодою для цього. На початку 2000-х історичний центр починає активно забудовуватися багатоповерховими житловими та офісними будівлями, при цьому часто здійснюється точкова забудова, що постійно привертає увагу громадськості. Підпали старовинної дерев'яної забудови також є проблемою центру міста. Деякі будівельні проєкти, що почалися до кризи 2008—2009 років, у даний час залишаються замороженими, у результаті чого в центрі зустрічається чимало недобудованих торгово-офісних будівель.
В 2010 році міським урядом за участю громадськості був схвалений новий генеральний план розвитку. Проєкт планування центру Нижнього Новгорода був розроблений НДВП Генплану Москви. Нова концепція забудови увазі перенесення ділової активності з переобтяженого історичного центру в зарічну частина міста (таке перенесення передбачався ще радянськими генеральними планами 1980-х років), розвиток метрополітену, швидкісного трамваю та розширення міської території.
В даний час він є найбільшим центром річкового круїзного туризму в Росії.
У 2021 року місто святкує своє 800-річчя на федеральному рівні. Починаючи з 12 червня на Нижньо-Волзької набережній проводиться фестиваль «Столиця заходів», де кожні вихідні виступають російські та зарубіжні виконавці, що завершуються феєрверком зі Стрілки — місця злиття річок Оки і Волги. Фестиваль переривався на короткий час через загострення ситуації з COVID-19 в області. Ведеться масштабна реставрація Кремля, через що він тимчасово закритий для відвідування.

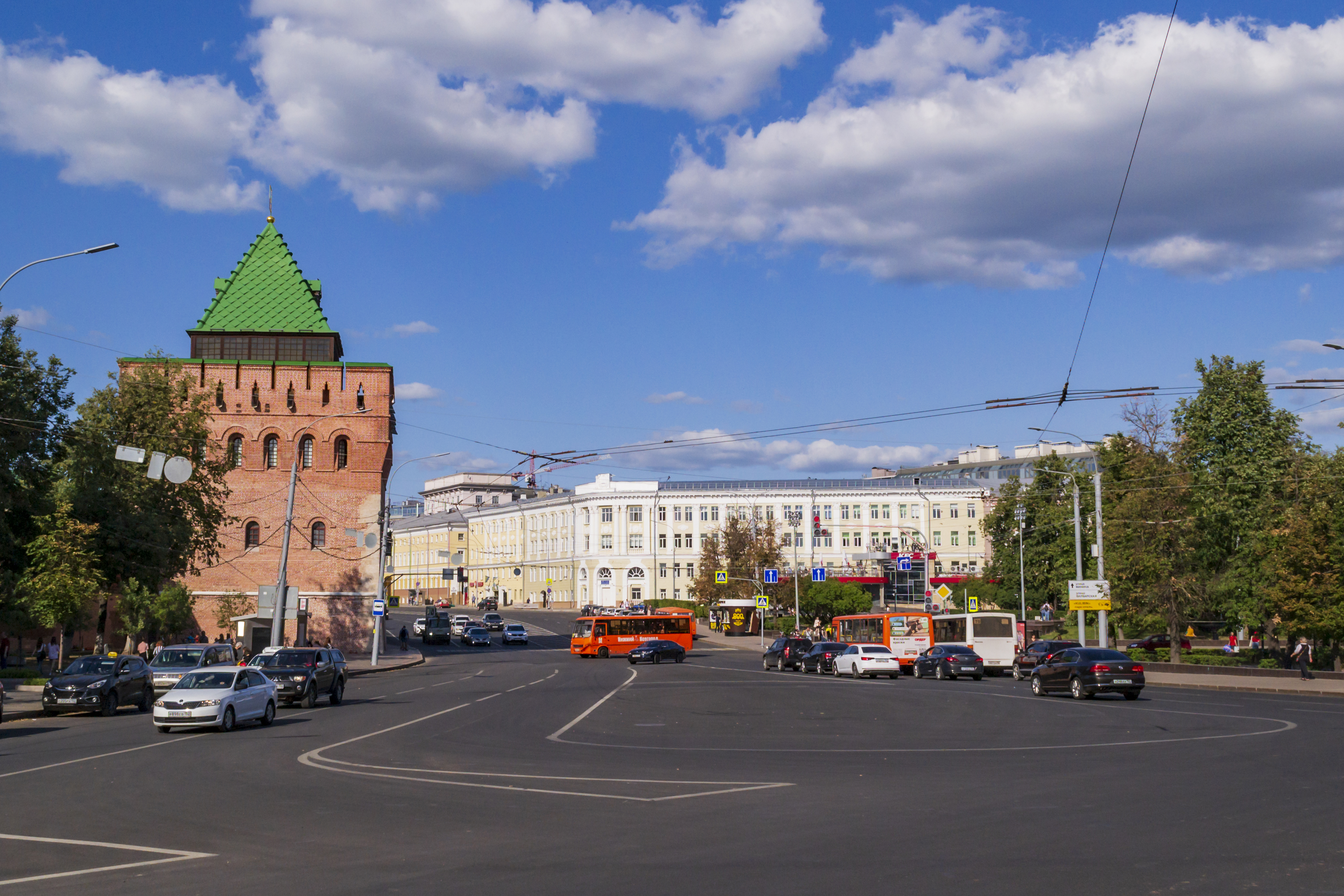
Площа Мініна і Пожарського
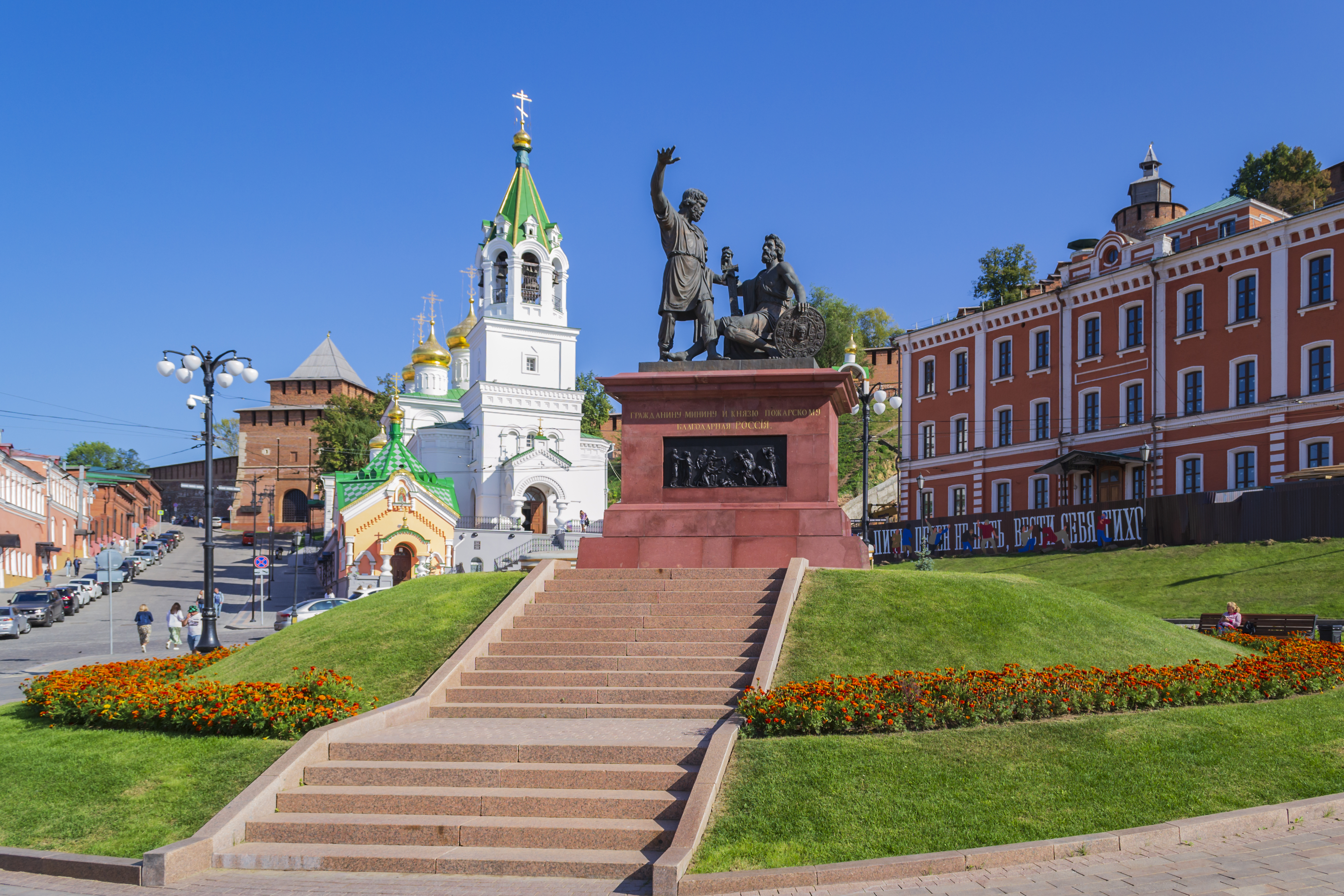
Площа Народної єдності
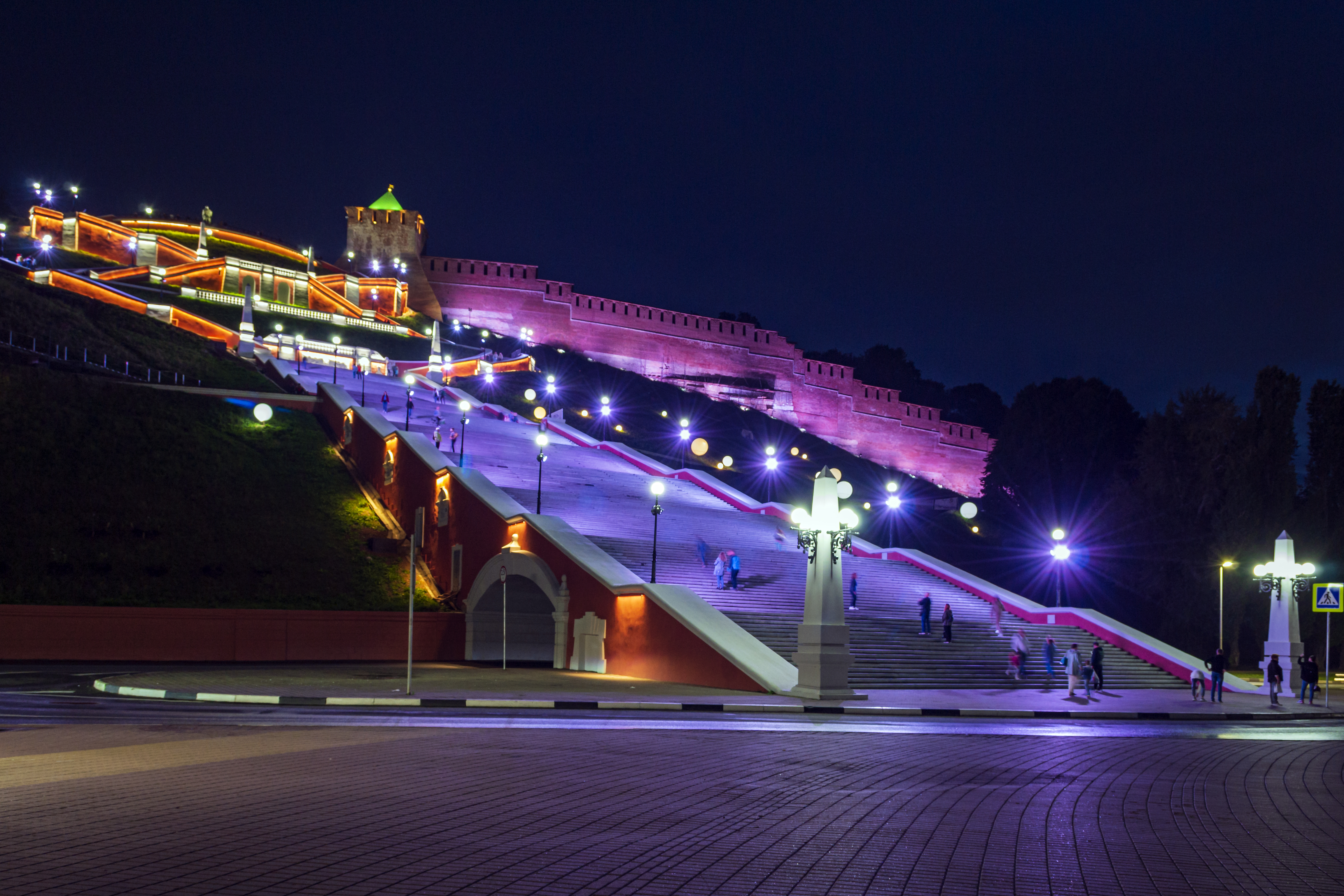
Чкаловськи сходи
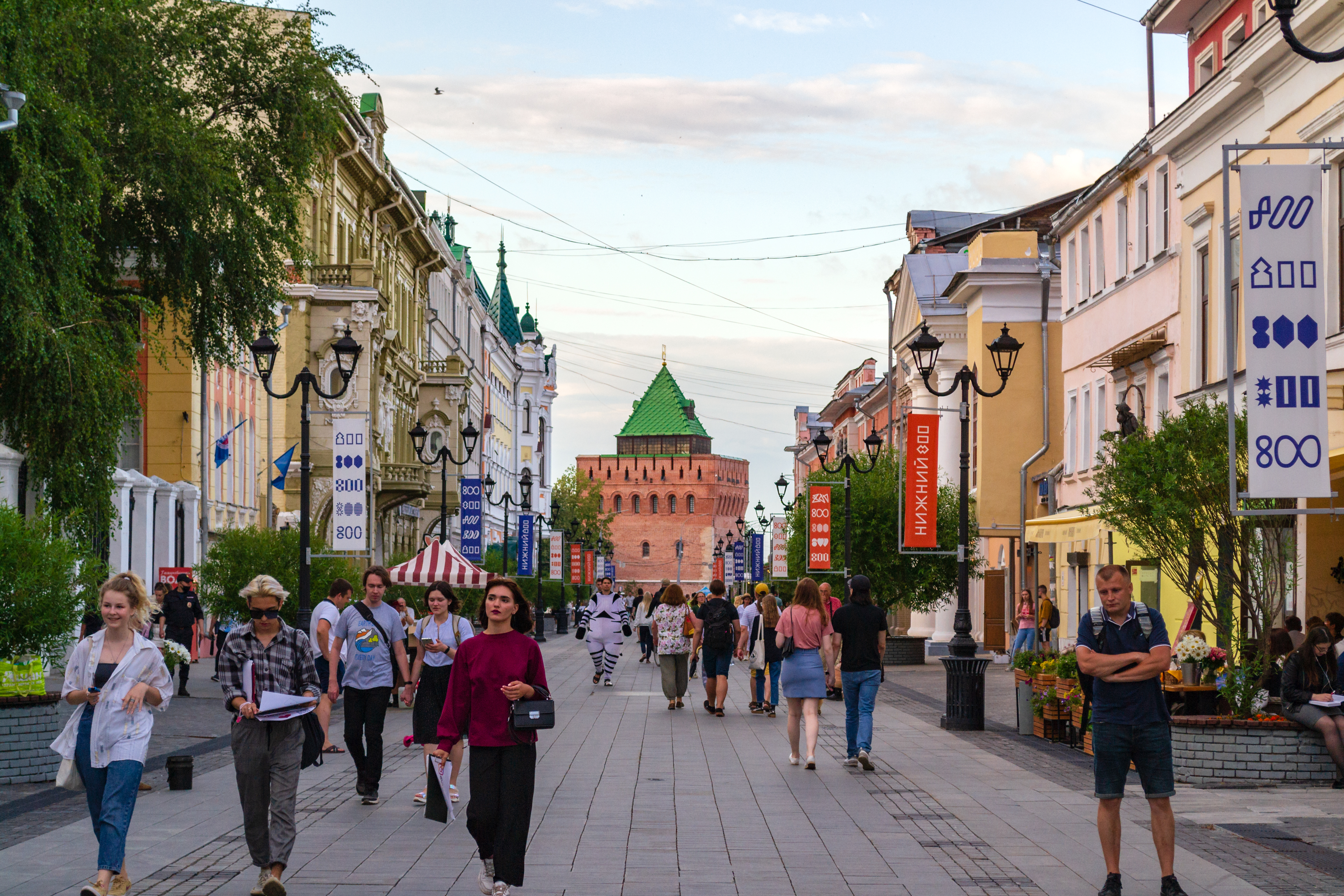
Вулиця Велика Покровська
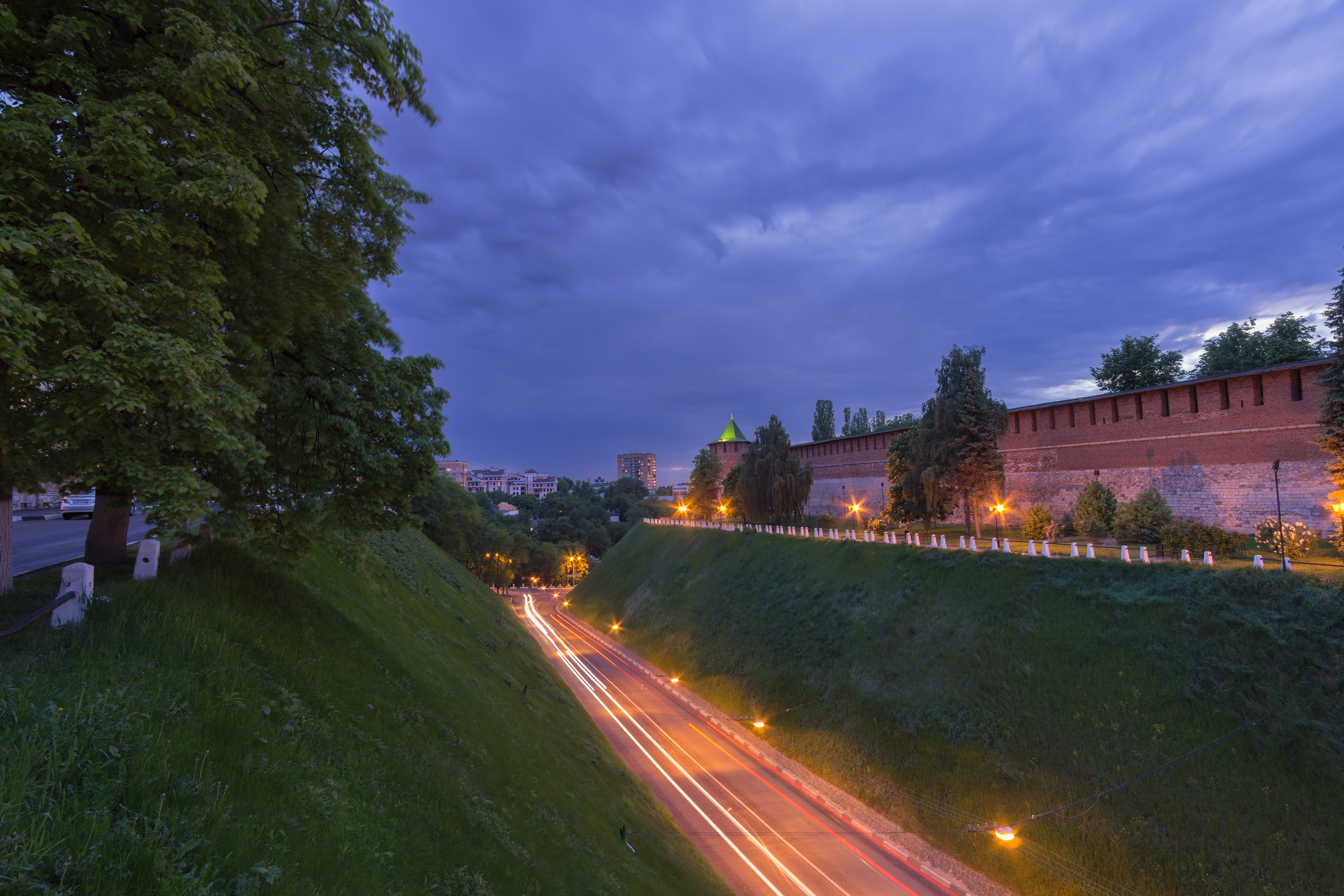
Зеленський з'їзд

## Географія

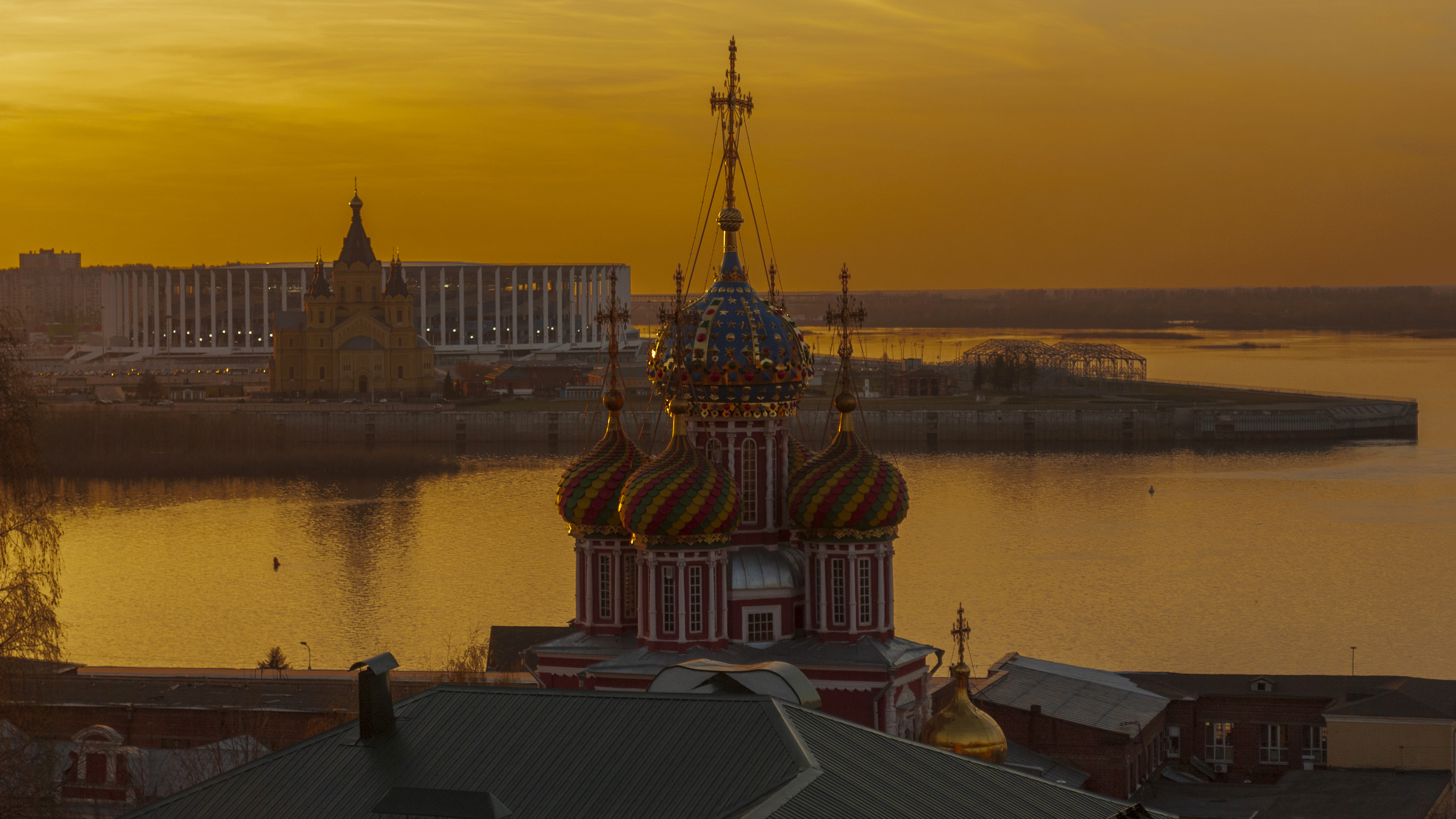
Стрілка Нижнього Новгорода і Різдвяна церква на заході

Місто розташоване на місці впадання Оки у Волгу, на правому березі Волги. Ока ділить місто на дві частини. У верхній — знаходиться історичний центр міста (Нижньогородський район, Радянський район, Приокський район), у нижній — Сормовський район, Канавінський район, Московський район, Автозаводський район, Ленінський район. Площа міста — 410 км².
Найближчі міста: Бор (на лівому березі Волги), Дзержинськ, Кстово, Богородськ, Балахна. Відстань до Москви близько 400 км.
| Клімат Нижній Новгород                     | Клімат Нижній Новгород | Клімат Нижній Новгород | Клімат Нижній Новгород | Клімат Нижній Новгород | Клімат Нижній Новгород | Клімат Нижній Новгород | Клімат Нижній Новгород | Клімат Нижній Новгород | Клімат Нижній Новгород | Клімат Нижній Новгород | Клімат Нижній Новгород | Клімат Нижній Новгород | Клімат Нижній Новгород |
| Показник                                   | Січ.                   | Лют.                   | Бер.                   | Квіт.                  | Трав.                  | Черв.                  | Лип.                   | Серп.                  | Вер.                   | Жовт.                  | Лист.                  | Груд.                  | Рік                    |
| Абсолютний максимум, °C                    | 5,7                    | 7,0                    | 17,3                   | 26,3                   | 32,5                   | 36,3                   | 38,2                   | 38,0                   | 31,0                   | 24,2                   | 13,8                   | 8,5                    | 38,2                   |
| Середній максимум, °C                      | −5,9                   | −5,3                   | 1,1                    | 10,9                   | 18,7                   | 22,6                   | 24,7                   | 22,1                   | 15,6                   | 8,0                    | −0,5                   | −4,7                   | 8,9                    |
| Середня температура, °C                    | −8,9                   | −8,7                   | −2,6                   | 6,1                    | 12,9                   | 17,2                   | 19,4                   | 16,9                   | 11,1                   | 4,7                    | −2,8                   | −7,4                   | 4,8                    |
| Середній мінімум, °C                       | −11,6                  | −11,7                  | −5,8                   | 2,1                    | 7,9                    | 12,6                   | 14,8                   | 12,6                   | 7,6                    | 2,1                    | −4,8                   | −9,9                   | 1,3                    |
| Абсолютний мінімум, °C                     | −41,2                  | −37,2                  | −28,3                  | −19,7                  | −6,9                   | −1,8                   | 4,6                    | 0,9                    | −5,5                   | −16                    | −29,4                  | −41,4                  | −41,4                  |
| Середня кількість сонячних годин на місяць | 43                     | 79                     | 145                    | 196                    | 275                    | 287                    | 280                    | 238                    | 152                    | 81                     | 38                     | 25                     | 1839                   |
| Норма опадів, мм                           | 47                     | 38                     | 37                     | 36                     | 46                     | 76                     | 73                     | 69                     | 61                     | 64                     | 55                     | 55                     | 657                    |
| Днів з дощем                               | 5                      | 4                      | 5                      | 13                     | 17                     | 19                     | 18                     | 18                     | 18                     | 18                     | 10                     | 6                      | 151                    |
| Днів зі снігом                             | 28                     | 24                     | 18                     | 7                      | 1                      | 0,1                    | 0                      | 0                      | 1                      | 8                      | 20                     | 26                     | 133                    |
| Вологість повітря, %                       | 86                     | 81                     | 74                     | 64                     | 60                     | 69                     | 70                     | 74                     | 79                     | 82                     | 87                     | 86                     | 76                     |
| ------------------------------------------ | ---------------------- | ---------------------- | ---------------------- | ---------------------- | ---------------------- | ---------------------- | ---------------------- | ---------------------- | ---------------------- | ---------------------- | ---------------------- | ---------------------- | ---------------------- |

## Демографія
У 1989 році в місті проживало 1435 тис. осіб, за чисельністю населення місто займало 4 місце в Росії. Тоді ж настав переломний момент, і приріст населення змінився на негативний. З 1990 років спостерігається зниження населення. У 2007 році чисельність населення склала 1278,3 тис. осіб (5 місце). Велика Нижньогородська агломерація нараховує 2020 тис. осіб (5 місце в Росії).

## Транспорт

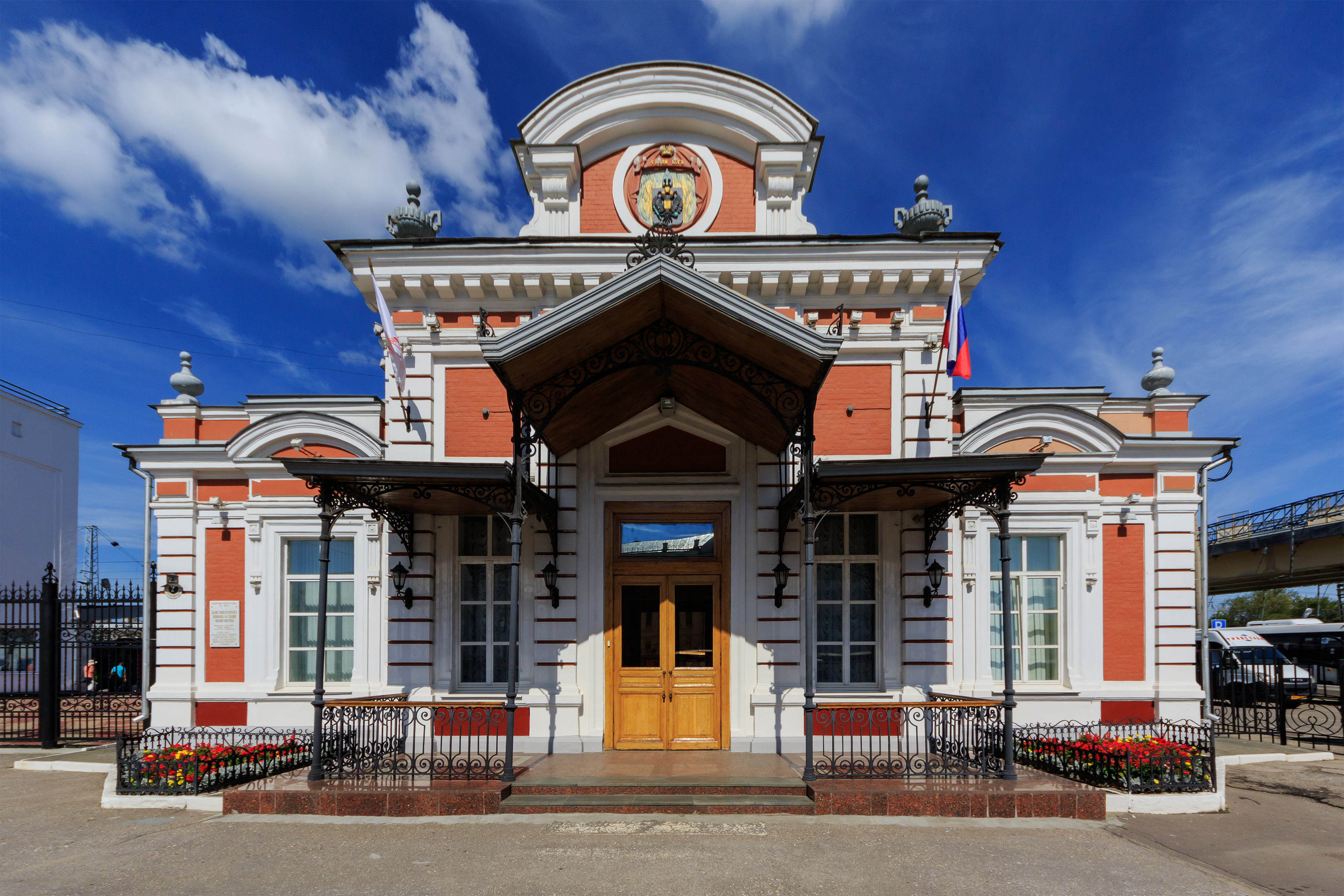
Колишній Імператорський павільйон станції Нижній Новгород-Московський

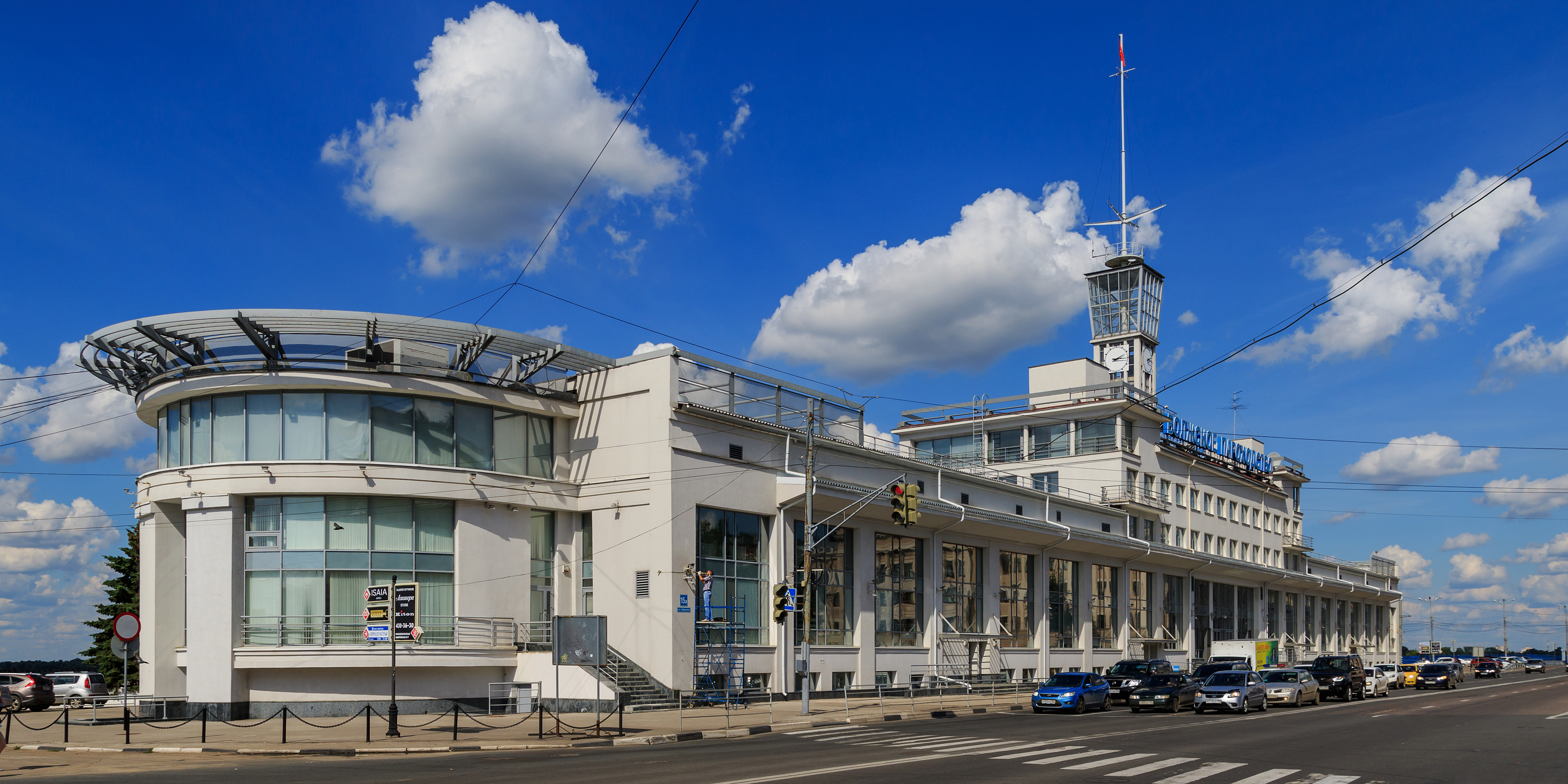
Річковий вокзал

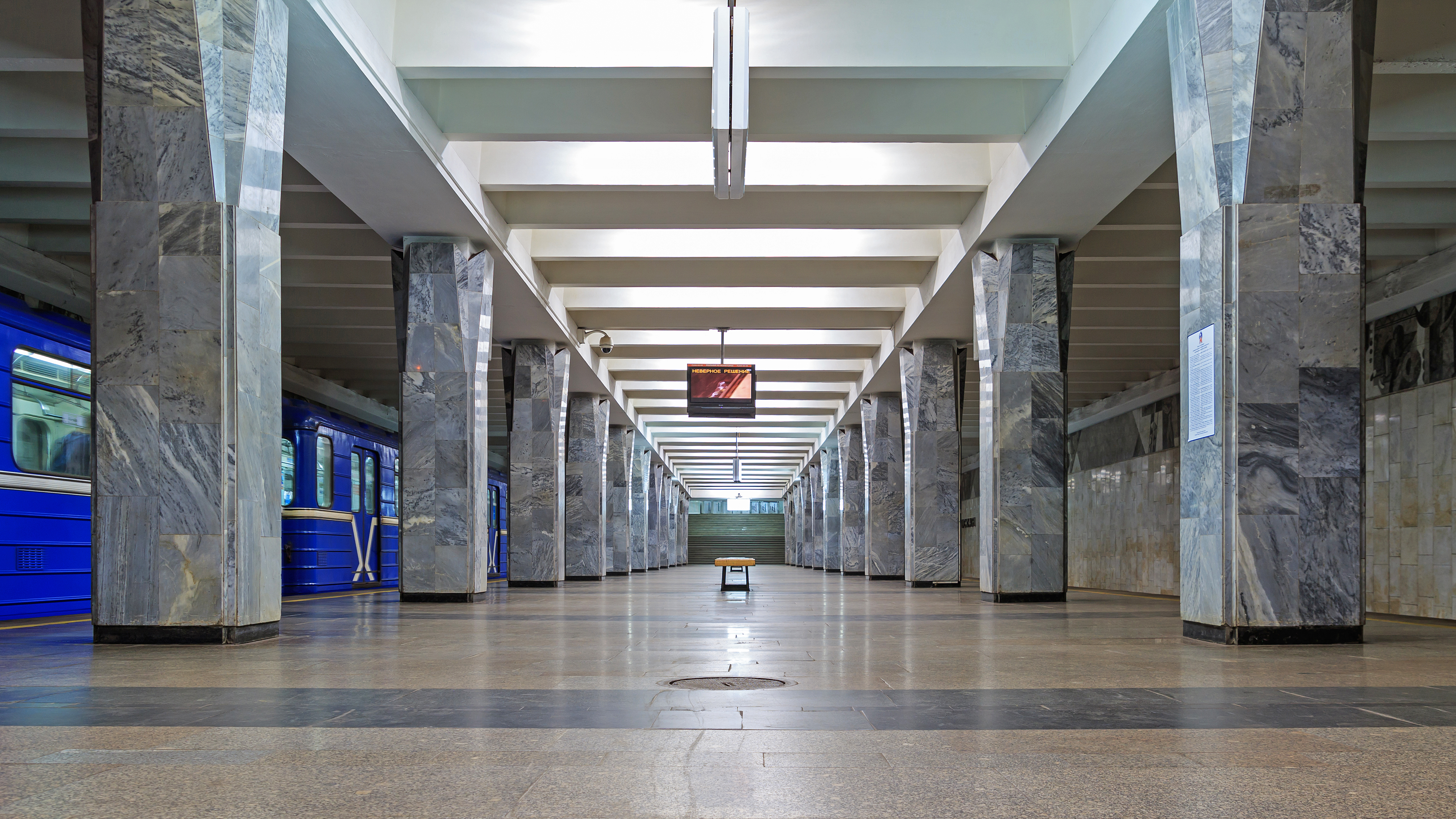
Станція метрополітену

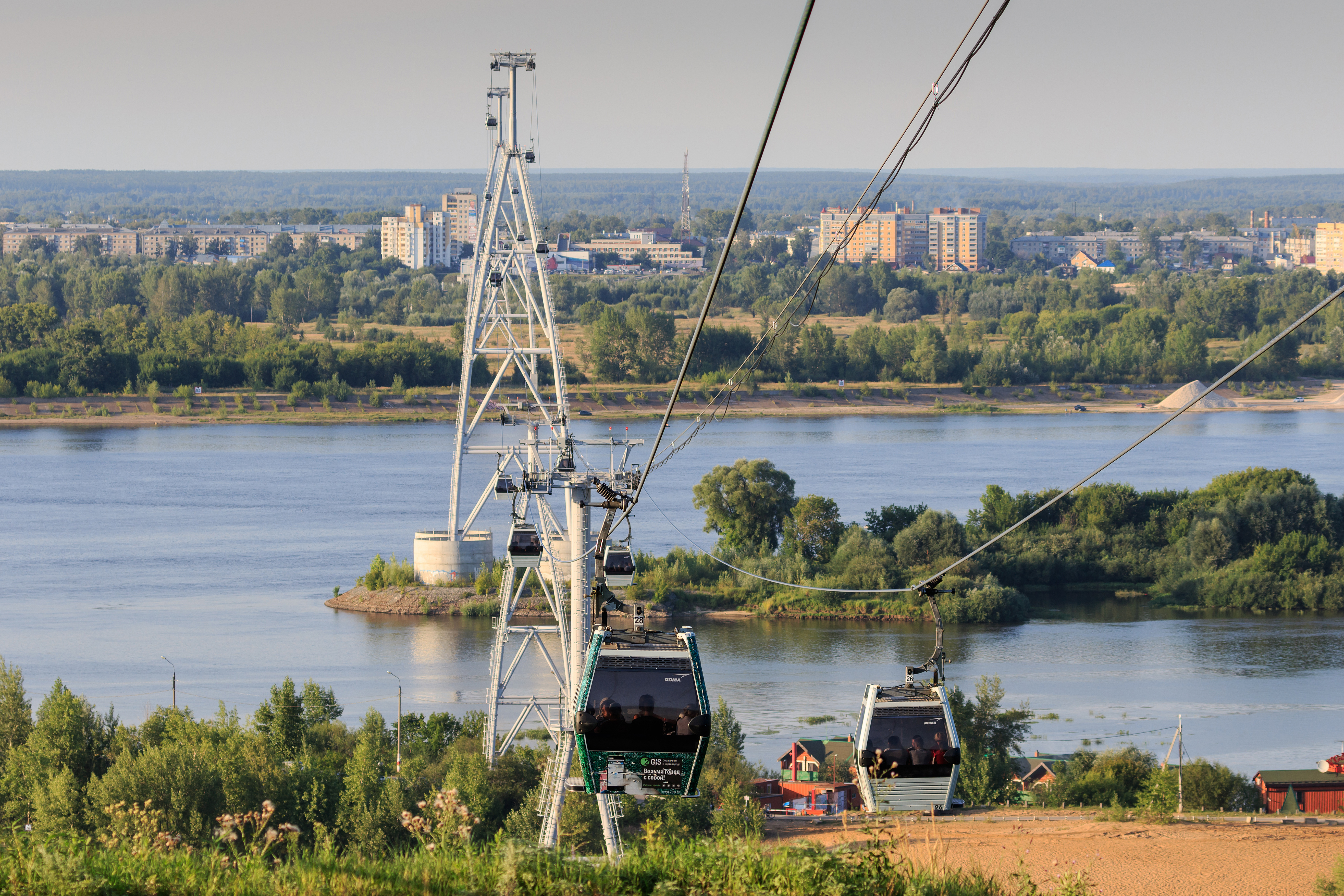
Нижньогородська канатна дорога

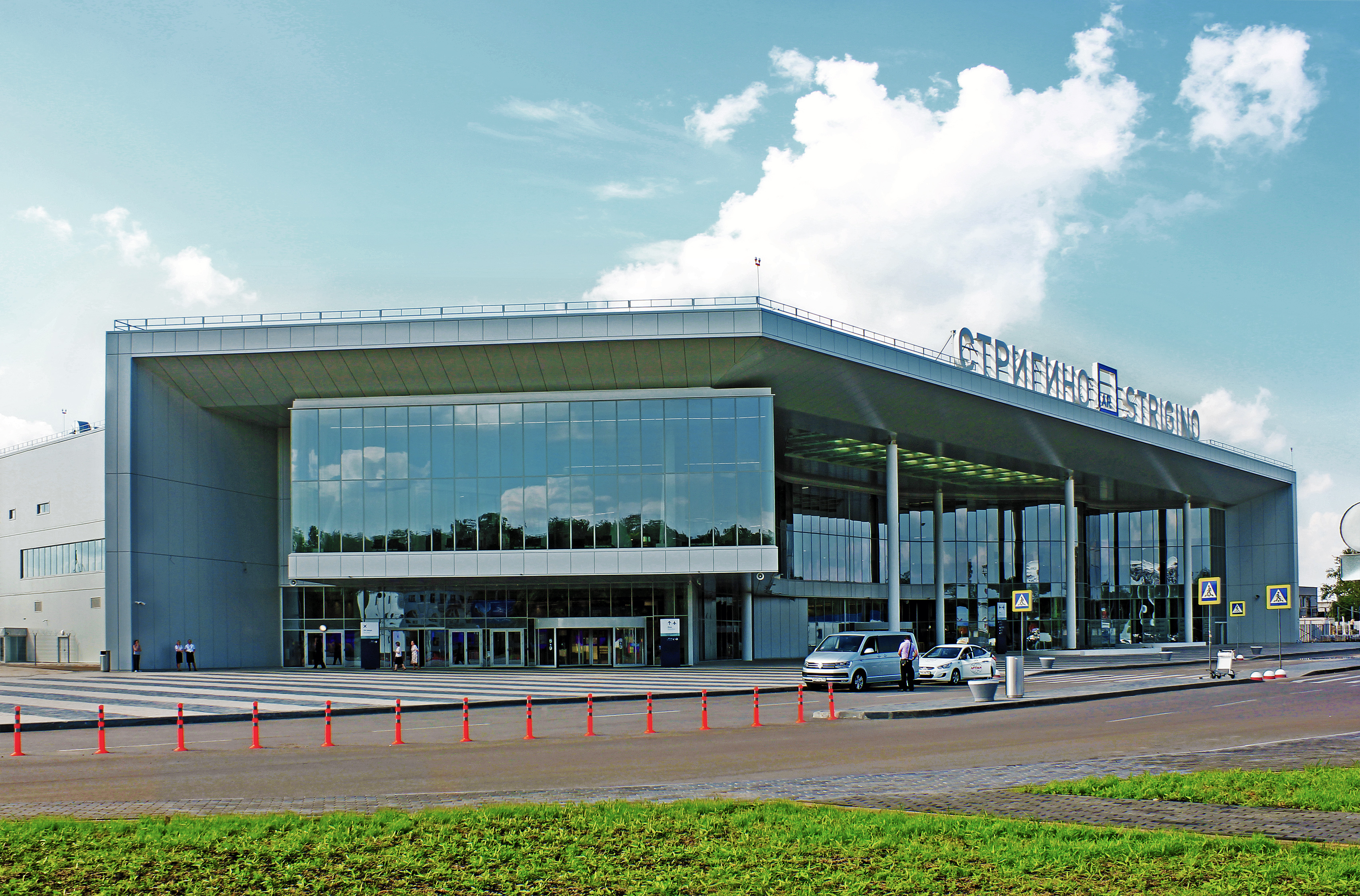
Новий термінал аеропорту Стригіно

### Залізниця
Місто обслуговує залізнична станція Нижній Новгород-Московський Горьківської залізниці.
З 1862 року між Нижнім Новгородом та Москвою відкрито залізничне сполучення. Пасажирські поїзди забезпечують сполучення з Нижнього Новгорода до Москви, Санкт-Петербурга, Казані, Ярославля тощо. Менше ніж за чотири години швидкісним поїздом є можливість дістатися з Нижнього Новгороду до Москви. На схід від міста прямує Транссибірська магістраль, якою курсують поїзди до найбільших міст на Уралі та Сибіру, а також до Пекіна, Пхеньяну та Улан-Батора.
30 липня 2010 року відкритий рух швидкісних поїздів «Сапсан» до Москви (Москва-Пасажирська-Курська) та Санкт-Петербург (Санкт-Петербург-Головний). З 2015 року на маршрути обслуговують швидкісні поїзди «Стриж» .
Приміські поїзди (електроїзди) сполучають Нижній Новгород з Владимиром, Дзержинськом, Муромом, Кіровом, Арзамасом, Заволжям тощо.

### Водний транспорт
Нижній Новгород — важливий центр Волзького вантажного та пасажирського судноплавства. Влітку круїзні судна курсують між Нижнім Новгородом, Москвою, Санкт-Петербургом та Астраханню.

### Автостради
Через місто проходять автодороги федерального М7, Р158 та регіонального значення: Р125, Р152 та Р159. Траса М7 є частиною другого пан'європейського коридору.

### Міський громадський транспорт
Місто обслуговують наступні види міського громадського транспорту:
- Маршрутка
- трамвай
- тролейбус
- метрополітен
- міська електричка
- канатна дорога
- дитяча залізниця

### Міжміські автобуси
Міжміські автобусні рейси стартують з автостанцій:
- Автостанція Канавіно, біля Московського вокзалу. Переважно обслуговує напрямки на захід і північний захід (на Москву)
- Автостанція Щербинки, у декількох кілометрах на південь від центру міста. Переважно обслуговує напрямки на схід і південь.

### Авіація
Нижній Новгород обслуговує Міжнародний аеропорт Стригіно. Має прямі рейси до великих російських міст, Європи та Близького Сходу. Також дві військові авіабази розташовані біля міста: транспортної авіації — Сормово та база перехоплювачів — Правдинськ.

### Мости
У місті є декілька мостів через Оку та через Волгу
- Через Оку:
  - Канавинський,
  - Молітовський,
  - Мизінській,
  - Метроміст
  - Сартаковський
  - Стригінський
- Через Волгу:
  - Борський
  - Другий Борський

## ЗМІ
Перша нижньогородська друкарня була заснована 19 грудня 1613 друкарем Аникітою Фофановим. Перша міська газета — «Нижньогородські губернські відомості» почала виходити 5 січня 1838 року за ініціативою нижньогородського військового губернатора Бутурліна для інформування присутствених місць і приватних осіб про урядові розпорядження.
Перша радіостанція почала мовлення в Нижньому Новгороді в серпні 1918 року, а перша голосова передача була випущена в ефір Нижньогородської радіолабораторії під керівництвом Бонч-Бруєвича 27 лютого 1919 року. Від 1920 року радіомовлення стало регулярним. 11 травня 1953 року вийшла перша телепередача, регулярне телемовлення Горьківського Телебачення почалося 29 вересня 1957 року, а від березня 1961 року почались ретрансляція в нижньогородський ефір передач Центрального телебачення СРСР.
Першим інтернет-виданням міста стало Нижньогородське телеграфне агентство, що почало роботу 18 серпня 1999 року.
Нині (2000-ні) у вільному доступі в Нижньому Новгороді є 19 телеканалів, 21 FM-радіостанцій. На 1 вересня 2008 року в місті зареєстровано 765 друкованих ЗМІ, зокрема 488 газет і 248 часописів.

## Культура
Нижній Новгород — великий російський культурний осередок. Загалом у місті працюють близько 200 закладів культури обласного та муніципального значення — 8 театрів, 5 концертних залів, 97 бібліотек, 17 кінотеатрів, 25 закладів позашкільної дитячої освіти, 8 музеїв, виставки, перший в Росії цифровий планетарій, 8 комунальних парків, що обслуговуються спеціально створеними підприємствами, понад 50 ресторанів.
Нижньогородські театри:
- Нижньогородський державний академічний театр драми імені М. Горького;
- Нижньогородський державний академічний театр опери та балету імені О. С. Пушкіна;
- Нижньогородський державний академічний театр ляльок;
- Нижньогородський державний театр юного глядача;
- Нижньогородський камерний музичний театр імені В. Т. Степанова;
- Нижньогородський театр «Комедія»;
- Дитячий театр Віра

На території міста розташований музей Максима Горького, у який входять Літературний музей, і місце дії автобіографічної повісті «Дитинство» Будиночок Каширіна, музей-квартира, у якій велася робота над кількома творами письменника. У місті також розташовані єдиний у Росії музей М. О. Добролюбова в колишньому прибутковому будинку сім'ї Добролюбових, а також будинок-музей у флігелі садиби Добролюбових, де проминули дитячі та юнацькі роки критика; музей О. С. Пушкіна, музей-квартира А. Д. Сахарова, Російський музей фотографії.
У Нижньому Новгороді відкриті 3 обласні і 92 загальнодоступні муніципальні бібліотеки, також працюють бібліотеки при організаціях, навчальних закладах та підприємствах міста. Однією з найбільших є Нижньогородська державна обласна універсальна наукова бібліотека ім. В. І. Леніна, відкрита в 1861 році, на її базі створено центр правової інформації.
У теперішній час у місті відкрито понад 15 парків, для 8 з яких створені підприємства з обслуговування: 6 — для парків культури і відпочинку, по одному для ландшафтного і дитячого. Найбільш відомі парки: Сормовський, Автозаводський, «Швейцарія», Кулібіна, 1 Травня, «Дубки» і лісопарк Щелоковський хутір.

## Спорт
У місті базується жіноча хокейна команда «СКІФ».

## Відомі люди

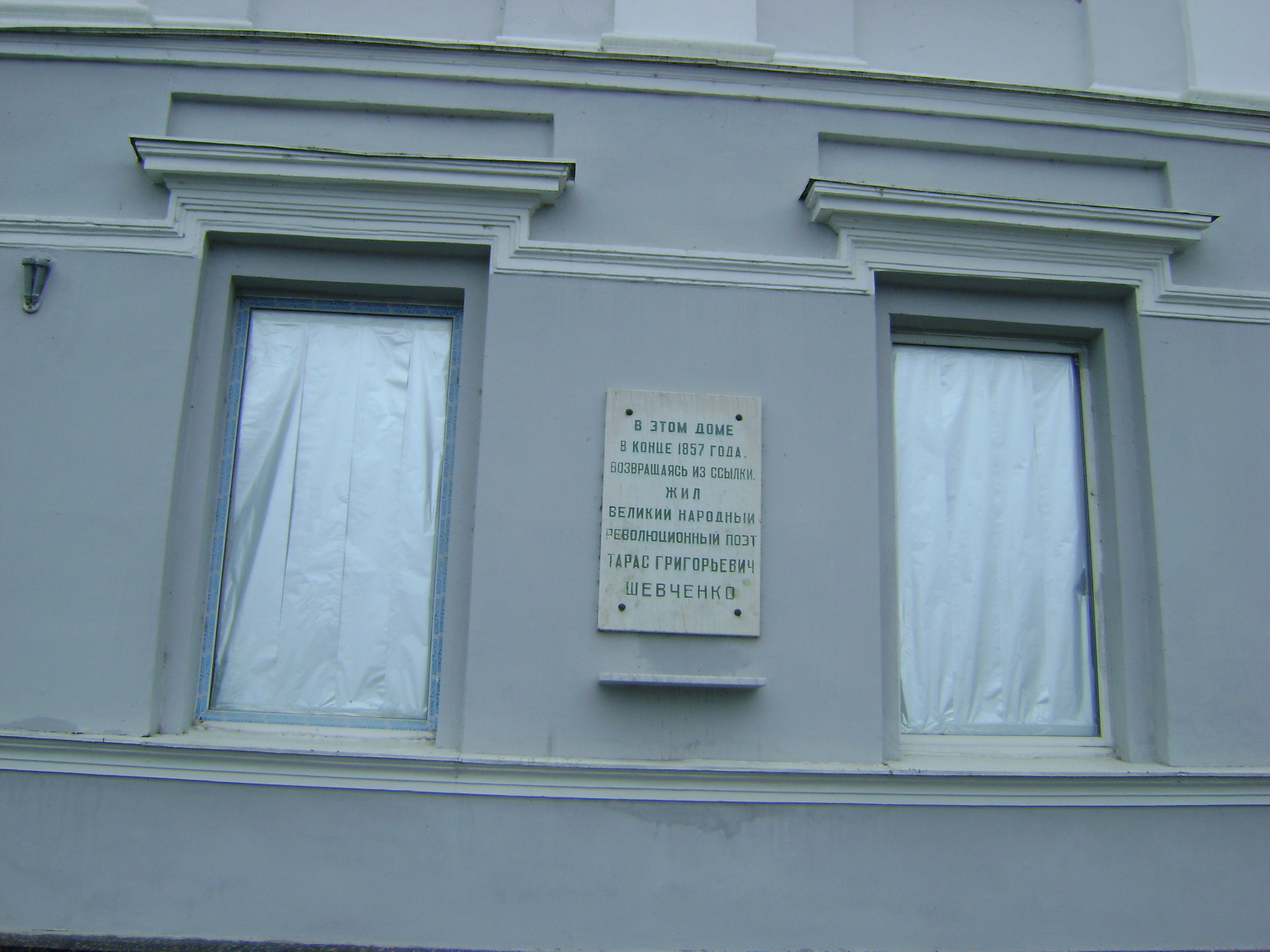
Меморіальна дошка на честь Тараса Шевченка.

### Перебування Тараса Шевченка у Нижньому Новгороді
Тарас Шевченко мешкав на Верхньоволзькій набережній наприкінці 1857 — початку 1858 років, повертаючись із заслання.
У Нижньому Новгороді Шевченко познайомився із Миколою Аленниковим, Миколою Болтіним та Віктором Варенцовим, відвідував Олексія Бобржецького. У цьому місті минули підліткові роки уродженця Полтави, вченого-ентомолога Б. М. Шванвича.

### Уродженці Нижнього Новгорода
- Преподобний Макарій Жовтоводський і Унженський, Чудотворець (1349—1444)
- Військовий діяч, організатор Народного ополчення 1612 року Кузьма Мінін (кінець XVI століття—1616)
- патріарх Московський і всея Русі Никон (1605—1681) (село Вєльдєманово, Пєрєвозький район)
- Іван Петрович Кулібін (1735—1818) — винахідник
- Микола Іванович Лобачевський (1792—1856) — математик
- письменник-мандрівник Василь Якович Баранщиков (XVIII століття)
- педагог Іван Іванович Кужелєв (XVIII—XIX століття)
- Микола Олександрович Добролюбов (1836—1861) — літературний критик, революційний демократ
- письменник, етнограф Мєльніков-Печерський (1818—1883)
- композитор, глава «Могутньої купки» Мілій Олексійович Балакірєв (1837—1910)
- революціонер, перший перекладач «Капіталу» Карла Маркса в Росії Герман Олександрович Лопатін (1845—1918)
- двічі міський голова Сіроткін, Дмитро Васильович (1865—1946)
- письменник Максим Горький (Олексій Максимович Пєшков, 1868—1936)
- філолог, пушкініст Мстислав Олександрович Цявловський (1883—1947)
- французький генерал і дипломат Зіновій Олексійович Пєшков (1884—1966)
- радянський і партійний діяч, голова ВЦВК Яків Михайлович Свердлов (1885—1919)
- військовий льотчик Петро Миколайович Нестеров (1887—1914)
- композитор, педагог, народний артист СРСР Олександр Олександрович Касьянов (1891—1982)
- піаніст, диригент, композитор Ісай Олександрович Добровейн (1891—1953)
- радянський політичний і військовий діяч Микола Олександрович Булганін (1895—1975)
- поет, драматург, письменник, мемуарист Анатолій Борисович Марієнгоф (1897—1962)
- мікробіолог Ірина Миколаївна Блохіна (1921—1999)
- народний артист СРСР Євстигнєєв Євген Олександрович (1926—1992)
- акторка, дресувальниця Маргарита Петрівна Назарова (1926—2005)
- диригент, піаніст Володимир Давидович Ашкеназі (1937)
- хірург Володимир Сергійович Земсков (1939—2002)
- супермодель Наталія Водянова (1982)
- Крейн Олександр Абрамович — композитор.
- український кінооператор Шуркін Георгій Олександрович
- Єрофєєв Олександр Гаврилович — головний диригент низки оперних театрів України і Росії. Фундатор Полтавського оперного театру. Заслужений артист УРСР
- Мокроусов Борис Андрійович (1909—1968) — радянський російський композитор
- Работнов Юрій Миколайович (* 1914) — учений у галузі механіки, академік АН СРСР (1958).
- Зимін Михайло Миколайович (1930—1991) — радянський актор театру і кіно.
- Хитяєва Людмила Іванівна (* 1930) — радянська, російська актриса.
- Ірина Славіна (1973—2020)— російська журналістка, громадська та політична діячка, яка вчинила акт самоспалення перед будівлею Нижньогородськой поліції.

У Нижньому Новгороді жила і працювала відома українська оперна співачка (сопрано) Старостинецька Василина Трифонівна.

## Міста-побратими
1. Австрія — Лінц;
2. Куба — Матансас;
3. Сербія — Нові Сад;
4. Південна Корея — Сувон;
5. Фінляндія — Тампере (з 1995 року);
6. США — Філадельфія;
7. КНР — Цзінань;
8. Німеччина — Ессен;
9. Білорусь — Мінськ;
10. Литва — Вільнюс;
11. Іспанія — Барселона;
12. Іспанія — Сан-Бой-да-Любрагат;
13. Грузія — Сухумі;
14. Угорщина — Дьйор;
15. Молдова — Бєльці;
16. Україна — Сімферополь[28].

## Галерея

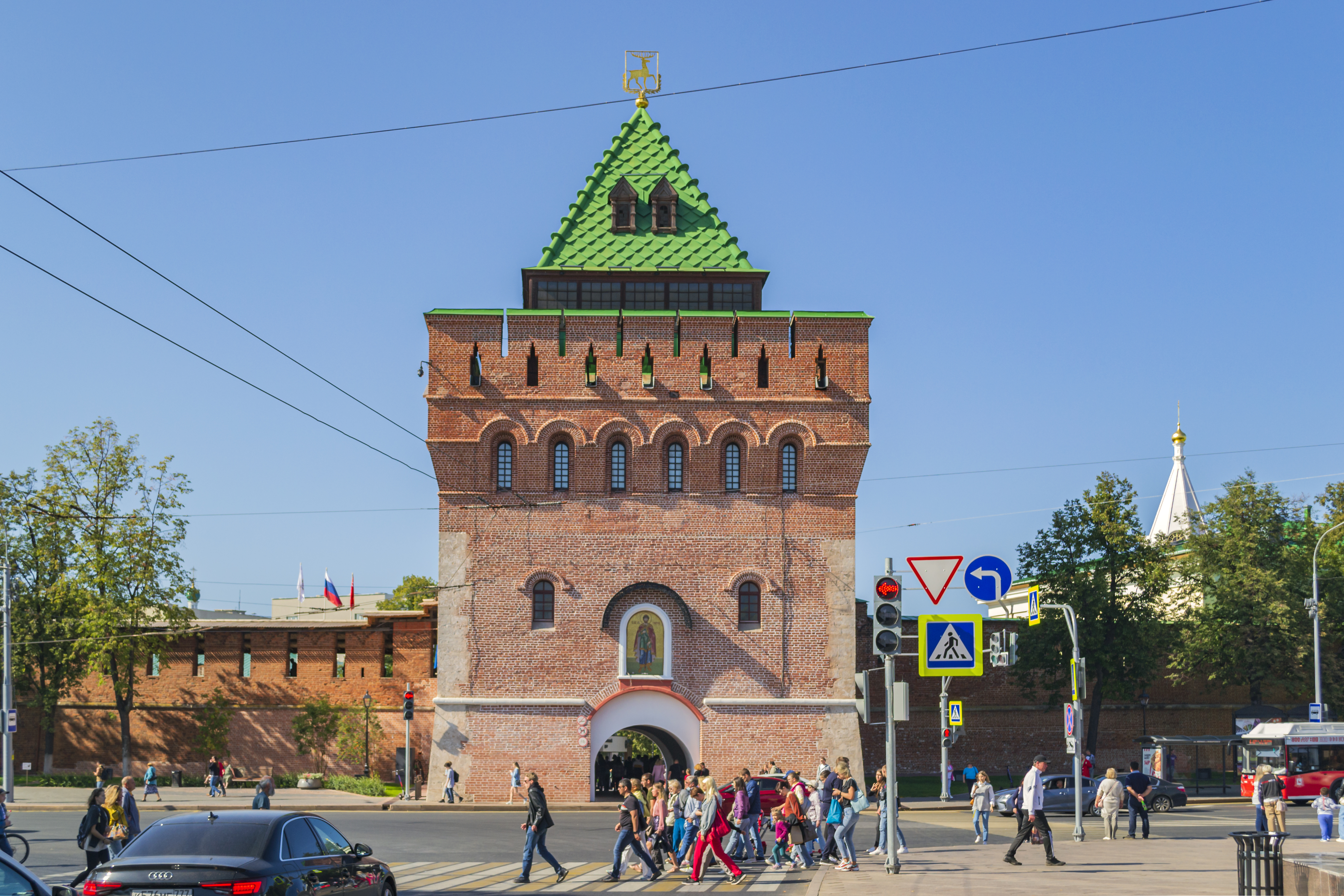
Дмитровська вежа — головна вежа Кремля.
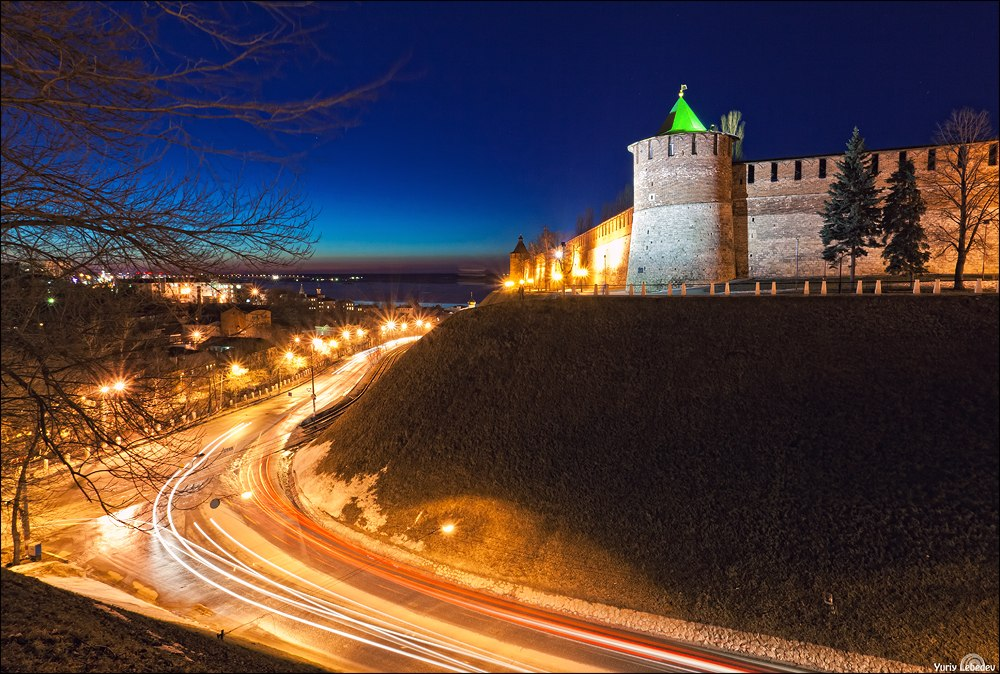
Коромислова вежа.
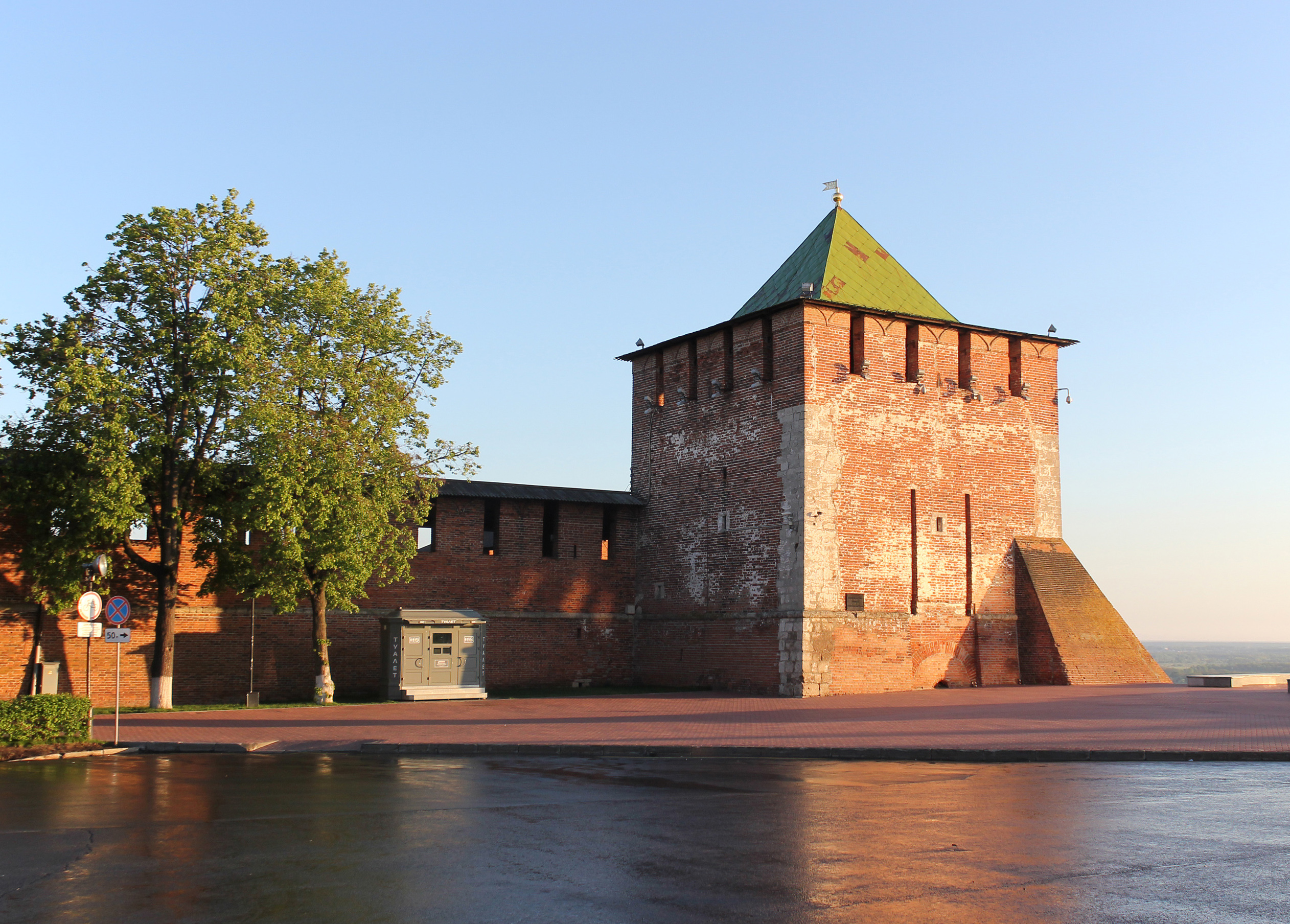
Георгіївська вежа.
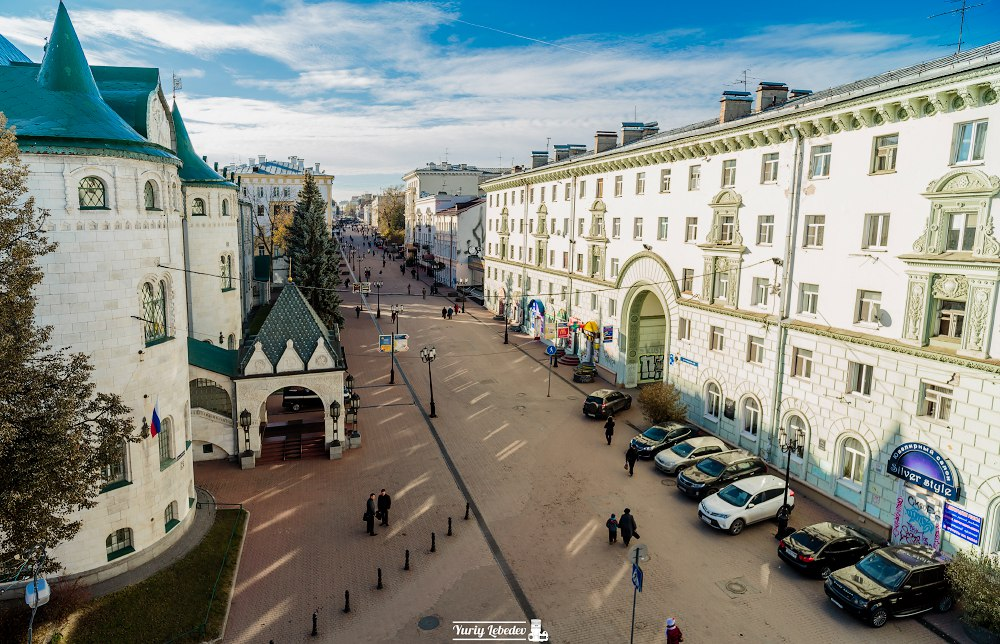
Велика Покровська вулиця — головна вулиця міста.
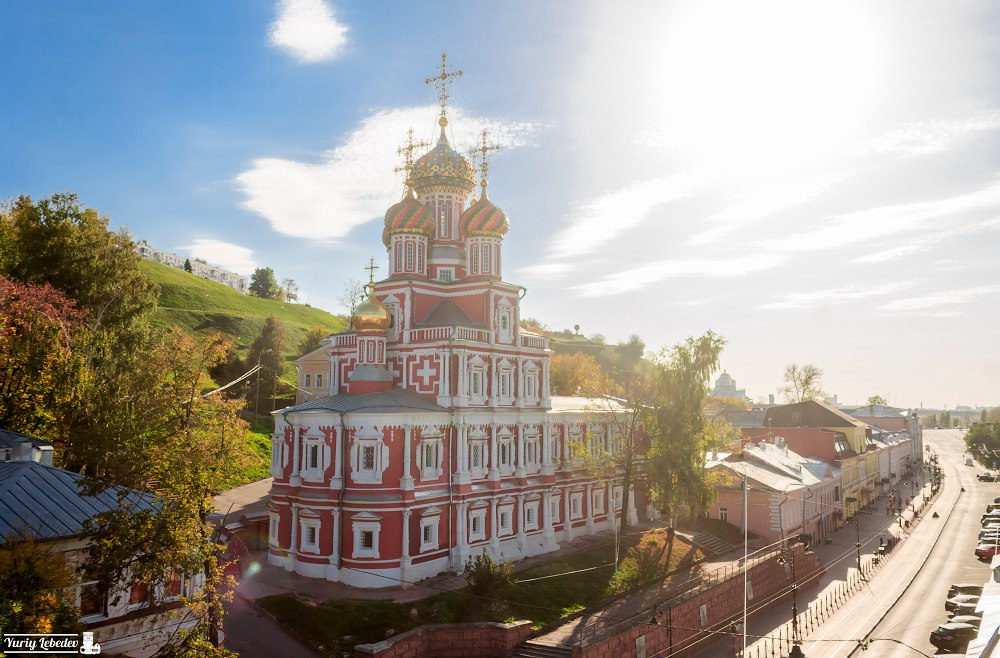
Різдвяна (Строгановська) церква.
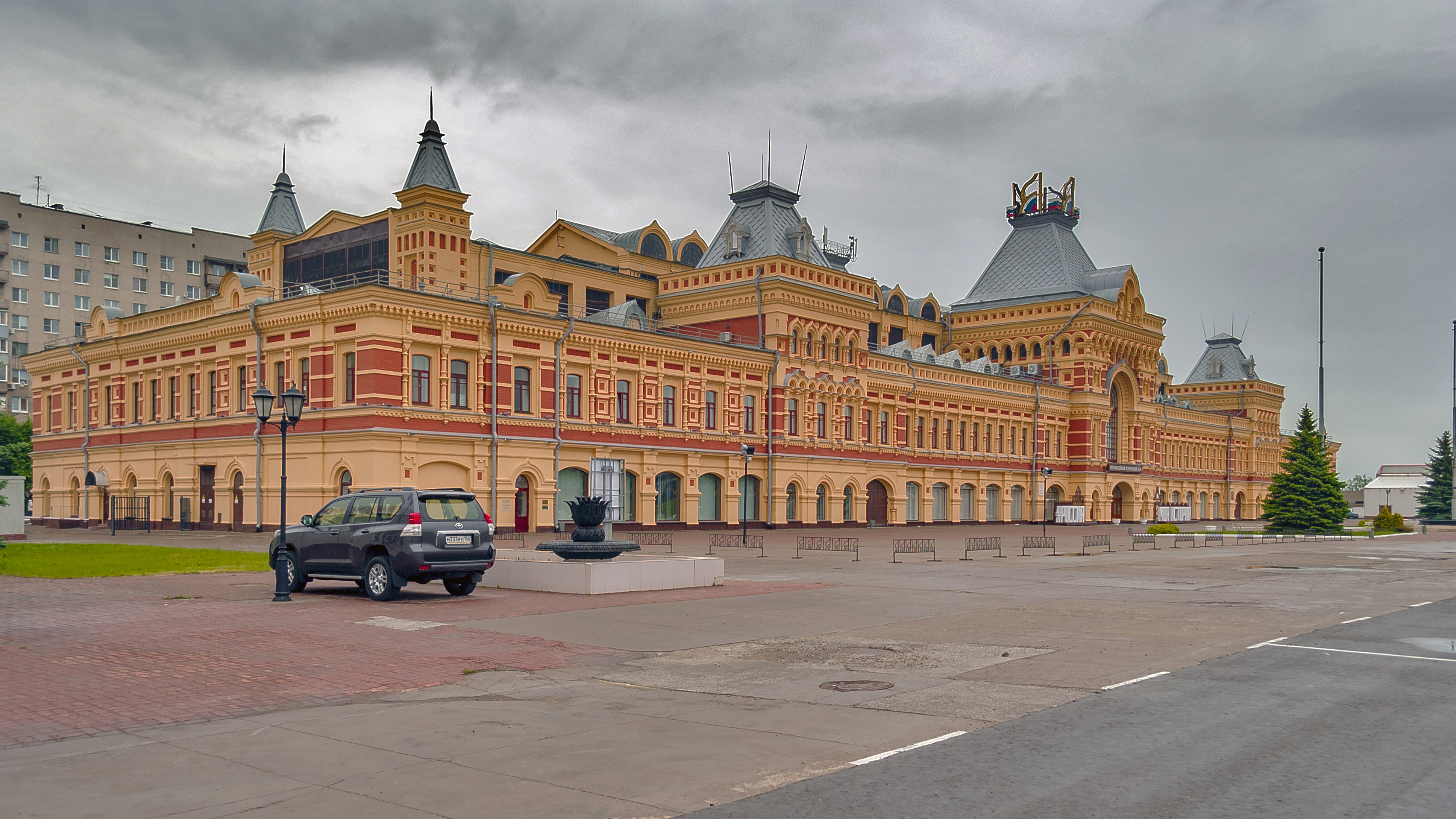
Нижньогородський ярмарок.
Пам'ятник Євгену Євстигнєєву біля Нижньогородського театру драми.